# Nové Město na Moravě
Nové Město na Moravě (německy Neustadtl) je město na západě Moravy v okrese Žďár nad Sázavou v Kraji Vysočina, 10 km východně od Žďáru nad Sázavou, na jižním okraji Žďárských vrchů. Žije zde přibližně 9 800 obyvatel. Založeno bylo okolo roku 1250 Bočkem z Obřan, zakladatelem cisterciáckého kláštera ve Žďáru nad Sázavou. Největšího rozkvětu požívalo v době renesance za pánů z Pernštejna. Zachovalé historické jádro města tvoří městskou památkovou zónu, kterou doplňuje sochařská výzdoba ulic a náměstí od místních rodáků Jana Štursy a Vincence Makovského. Mezi nejvýznamnější památky patří katolický kostel sv. Kunhuty, budova staré radnice a zámek.
Město je díky své geografické poloze, nadmořské výšce a klimatickým podmínkám dějištěm sportovních událostí světového významu. Koná se zde závod v běžeckém lyžování Zlatá lyže, který byl součástí Světového poháru v běhu na lyžích. Její místo přebraly závody Světového poháru v biatlonu, navíc v letech 2013 a 2024 zde proběhlo mistrovství světa v biatlonu. Každým rokem se zde koná i závod Světového poháru horských kol. Akce se konají v areálu Vysočina arena.

## Historie
Historie města je spjata se vznikem žďárského kláštera založeného Bočkem z Obřan v polovině 13. století, do té doby je téměř celé území česko-moravské hranice pokryté pomezním pralesem. První písemná zmínka o obci pochází z roku 1267, kde je osada uváděna ještě jako Bočkonov (Bočkov) v listině potvrzující Bočkův odkaz klášteru. Jako Nové Město (latinsky Nova Civitas) se poprvé objevuje na listině krále Václava II. z roku 1293, kde je již uvedeno jako městečko. V roce 1312, po smrti Smila z Obřan, připadlo Nové Město Jindřichu z Lipé. Ten nechal v obci vybudovat tvrz, která bývala pro svou rozlehlost nazývána hradem.
Od roku 1496 patřilo panství Pernštejnům, za jejichž doby zažívalo město výrazný ekonomický rozmach, zvláště za Vratislava z Pernštejna (1561–1582). Tři roky po jeho smrti bylo panství prodáno Janem a Maxmiliánem z Pernštejna Vilému Dubskému z Třebomyslic. Ten nechal pustou tvrz zbořit a na jejím místě vybudoval renesanční zámeček, ve kterém se usadil, po dlouhé době vrchnost opět sídlila přímo ve městečku.
Po Bílé hoře bylo panství zkonfiskováno a novým majitelem se v roce 1624 stal kardinál František z Ditrichštejna, který měl v té době rovněž sousední klášterní panství žďárské, odkud byla nyní vykonávána správa zdejšího panství. Za jeho vlastnictví bylo Nové Město povýšeno na město (1635), současně byl městu obnoven znak.
V roce 1638 změnila panství znovu majitele. Tentokrát se jím stává Šimon Kratzer ze Schönsperka (dříve hospodářský správce), který podporoval sklářskou výrobu v panství, zamýšlel vybudovat také železářské hutě. K jeho záměru však nedošlo, protože v roce 1645 byl zastřelen Švédy při jejich útoku na město. Panství od té doby spravoval a v roce 1660 převzal jeho syn František Maxmilián Kratzer. Ten mezi tím uskutečnil záměr svého otce, když v roce 1651 postavil na Kadově dvě železářské vysoké pece a k tomu výrobou navazující hamry na Kuklíku, Vříšti a Líšné. Tím položil základ železářské výroby na Novoměstsku.
Část obyvatel Nového Města na Moravě patřila do společenství tajných evangelíků, v 17. století zde probíhala násilná rekatolizace, což dokládají i matriky zemřelých z let 1673–1680, kde bylo zapsáno 57 případů oslích pohřbů (tj. 11 procent obyvatel).
V roce 1691 na základě soudního výnosu připadlo panství knížeti Ferdinandu Ditrichštejnovi. O 8 let později prodal jeho syn Leopold Nové Město světské nadaci šlechtičen v Brně, jíž patřil až do roku 1945. V čele Nadačního ústavu se vystřídalo mnoho šlechtičen. Za dobu jejich panování proběhla na novoměstském panství v 18. století tzv. pozdní horská kolonizace, při které vznikly nejmladší vesnice jako např. Blatiny, Koníkov, Samotín, Krátká a Moravské Milovy. Za hraběnky Hohenzollernové (1721–1745) byl nově přestavěn katolický kostel, její nástupkyně baronka Miniati di Campoli (1746–1759) barokně přestavěla zámek a prodloužila hřbitovní kostel. Zrušením poddanství v roce 1848 – za baronky Skrbenské (1836–1858) – pozbyla vrchnost dosavadního významu.
Roku 1723 město zachvátil velký požár, v roce 1791 zde proběhla podružská rebelie a v letech 1796–1797 helvetská rebelie. V roce 1850 se Nové Město stalo sídlem okresního hejtmanství a zároveň jedním ze tří soudních okresů. Od roku 1906 má Nové Město přívlastek „na Moravě“ pro odlišení od ostatních Nových Měst. V roce 1949 bylo sídlo okresu přeneseno do Žďáru nad Sázavou. Novější dějiny města výrazně ovlivnilo založení reálného gymnázia v roce 1894, vybudování železnice z Tišnova do Žďáru nad Sázavou v roce 1905, rozvoj lyžování od konce 19. století a s ním související výroba lyží, započatá roku 1896 Adolfem Slonkem, a rovněž tak výroba chirurgických nástrojů zahájená v roce 1949.

### Stavební vývoj
Osada, později městečko Nové Město, byla založena ve 2. polovině 13. století nad soutokem říček Bezděčka a Bobrůvka. První domy byly postaveny asi v jižní části dnešního Vratislavova náměstí. Do poloviny 16. století se zástavba omezovala jen na jedno náměstí; dnešní Vratislavovo, Komenského a Palackého náměstí byla totiž spojena dohromady. Z tohoto náměstí vybíhaly cesty, které určovaly další postup výstavby. Jižním směrem, na Bobrovou vedla Bobrovská (Nečasova ulice); severozápadním na Žďár Žďárská ulice. Severovýchodním směrem vedla ulice Nové Domy (Masarykova ulice), na jejímž konci se cesta dělila na dvě větve na Svratku a na Jimramov. V polovině 50. let 16. století byla přestavbou měšťanského domu v jihozápadní části náměstí vybudována radnice, zároveň zde blok domů oddělil tzv. Dolní (Palackého) náměstí.
K významným stavebním zásahům do dosavadní podoby městečka došlo na konci 16. století. Majitel novoměstského panství Vilém Dubský z Třebomyslic nejenže dal obnovit, ale také značně rozšířil panské sídlo, vznikl tak renesanční zámek. Zároveň došlo k postavení panského pivovaru a o něco později ke stavbě tzv. Hrádku (Halina), sídla jeho manželky Kateřiny Zahrádecké ze Zahrádek. Tím se oddělil prostor dnešního Komenského náměstí. Jako odbočka z ulice Nové Domy vznikl koncem 16. století východní konec Malé ulice, která vedla ke kostelíku Nanebevzetí Panny Marie na novém hřbitově. Vzdálenější část Malé ulice, které se říkalo Pod kostelíčkem, vznikla pak až začátkem 18. století. Ve 2. polovině téhož století bylo město rozšířeno o ulici Svatojánskou (Podstrání, dnes Brněnská a Jánská ulice).
Další stavební vývoj výrazně poznamenaly rozsáhlé ničivé požáry. Ten, který vypukl 3. dubna 1723, zničil domy zejména na severozápadní straně náměstí. Po velkém požáru v roce 1801, který zasáhl 208 domů včetně kostela převládla v Novém Městě zděná výstavba, ta se však nadále soustřeďovala především do centra města.
V 1. třetině 20. století se město začalo rychle zvětšovat, nová výstavba se přesunula na území zvané Niva, které vyplňovalo plochu mezi dosavadním městem, Malou a Žďárskou ulicí a oběma rybníky (Cihelským a Klečkovským). Ve stejném období se ovšem město rozrůstá i na severu a severovýchodě, kolem vlakového nádraží. Za Novými Domy je zastavována východní strana silnice na Jimramov, čtvrti zde vzniklé se říká Hejkalov; staví se také v ulici vedoucí od sokolovny k nádraží (Tyršova a Smetanova ulice) a na pozemku u viaduktu (lokalitě se říkalo Šanghaj, dnes ulice Mírová a Výhledy). Řada domů vyrostla za nádražím (Nezvalova ulice), první domy vznikají nad Kazmírovým rybníkem (Německého ulice). Na přelomu 30. a 40. let 20. století byl jižně od žďárské silnice vybudován rozsáhlý areál okresní nemocnice, naproti přes silnici pak vzniklo první novoměstské sídliště určené pro zaměstnance nemocnice.
Mohutný stavební rozvoj zaznamenalo město ve 2. polovině 20. století. Severozápadně od města, nedaleko železniční trati při silnici na Vlachovice, byl postaven podnik Chirana (Medin) výrobce chirurgických nástrojů, který zahájil svůj provoz na konci roku 1949. Severovýchodně od města, v areálu bývalé Slonkovy firmy situované východně od silnice na Pohledec, byl uveden v roce 1951 do provozu podnik na výrobu lyží Sport (Sporten); o 20 let později zde byl vybudován nový provoz. Bytovou výstavbu rozhodujícím způsobem ovlivnila těžba uranu v okolí Dolní Rožínky. Panelová sídlištní výstavba určená převážně pro její zaměstnance proběhla v několika vlnách. V 60. letech 20. století vzniklo sídliště U nádraží (tzv. Staré sídliště) a stavělo se také na Tyršově ulici, v téže době byly postaveny i tři věžové domy (nazývané podle barvy jejich fasády); v následující dekádě pak vyrostlo sídliště na Hornické ulici. Kvůli další panelové výstavbě byla v 80. letech zbourána téměř celá východní strana Gottwaldovy (Masarykovy) ulice, tím byl zásadně narušen i vzhled Komenského náměstí. Na jeho severní straně vyrostla novodobá budova nákupního střediska, na západní straně stál už od poloviny 70. let moderní obchodní dům.
Zastavěna byla postupně také volná plocha severně od Žďárské ulice, tady vzniklo sídliště Pod zastávkou a panelová výstavba pokračovala výstavbou sídliště Pod nemocnicí (ulice Pavlovova a Mendlova). V blízkosti panelových sídlišť vyrostly dvě hotelové ubytovny pro horníky pojmenované Uno a Duo. Tzv. "stará hotelovka" (Uno) byla v 90. letech upravena přestavbou a následnou přístavbou na městské byty; "nová hotelovka" (Duo) byla prodána realitní kanceláři, jsou v ní jednak byty, ale je také využívána ke komerčním účelům. Výstavba rodinných domků se soustředila především na území nad Kazmírovým rybníkem, kde vznikla samostatná městská čtvrť na půdorysu písmene U, které se říká Betlém. Rodinné domky se však stavěly i na řadě dalších míst, zvláště za Klečkovcem a Cihelňákem v oblasti nazývané Korsika (ulice Dukelská a Veslařská) a na úpatí Brožkova kopce (ulice Na Výsluní, Zahradní). Na začátku 70. let byl uveden do provozu nový hotel Ski, postavený v lese Ochoza na úpatí Harusova kopce.
V souvislosti s touto rozsáhlou bytovou výstavbou a nárůstem počtu obyvatel došlo od konce 60. let 20. století k vybudování celé řady objektů občanské vybavenosti. Na ulici Leandra Čecha, západně od gymnázia směrem ke Klečkovskému rybníku, vyrostla nová základní škola; na místě zbořené sokolovny na Tyršově ulici byl postaven kulturní dům (1976); vybudovány byly také mateřské školy (na Drobného, Malé, Tyršově a Žďárské ulici). Stavební ruch zasáhl i areál okresní nemocnice, v závěru 70. let se zde podařilo dokončit dlouho plánovanou stavbu gynekologicko-porodnického pavilonu; postupně došlo k rekonstrukci většiny pavilonů, k výstavbě centrálního operačního sálu a heliportu. Přestože už v 70. letech byl schválen záměr vybudovat autobusové nádraží mimo centrum města, v prostoru pod zámkem, k jeho otevření došlo až v roce 1991. V polovině 90. let byl jižně od Žďárské ulice vybudován Dům s pečovatelskou službou, ve kterém jsou i městské byty.

### Nečasova ulice
Nečasovu ulici tvoří domy po obou stranách komunikace vycházející z Palackého náměstí a ústící do kruhového objezdu a dále několik domů ve svahu po pravé straně silnice stoupající k Nové Vsi. Tato ulice se od nepaměti nazývala Bobrovská. V několika starých zápisech se objevuje i název Obrovská, z dob kdy se Bobrové říkalo i Obrová. Původní zástavbu Bobrovské ulice tvořily pouze domy od Palackého (dříve Dolního) náměstí k mostu, tedy čísla popisná 17–31 s výjimkou domu čp. 25, který kdysi stával až za mostem a byl počítán k ulici Svatojánské.
Právě ústí Bobrovské ulice u přechodu potoka Bezděčky doznalo oproti minulosti největších změn. Při rekonstrukci okresní silnice procházející Novým Městem byla Bobrovská ulice na přelomu let 1938 a 1939 vydlážděna kamennou dlažbou. Nová silnice byla na začátku Bobrovské ulice po přechodu potoka Bezděčky napřímena (dříve opisovala pravý oblouk). Muselo dojít k postavení nového mostu a přeložení vodní nádrže nad Jelínkovým mlýnem (čp. 26). Byl postaven nový železobetonový most o šířce 8 metrů. Musel být také přesunut kříž stojící ve větvení silnice na Novou Ves a Petrovice, křižovatka byla rozšířena a zpřehledněna vykácením stromů. Na počátku 70. let minulého století se tato křižovatka opět měnila, když jí začala procházet nově vybudovaná přeložka silnice I/18. A dnešní podobu s kruhovým objezdem získala teprve nedávno.
Peklem byl nazýván už ve starých pozemkových knihách dům čp. 20 a jeho majiteli se podle něj říkalo Pekelník. Snad toto označení vzniklo v dobách, kdy tu býval hamr. Víc než hamr byla známa hospoda „Na Pekle“. V polovině 19. století si ji tu otevřel původem žďárský řezník Václav Procházka. Jeho žena byla vyhlášenou kuchařkou a tak hospoda prosperovala. Sám Procházka se nejvíce proslavil v revolučním roce 1848. Stal se hejtmanem a cvičitelem Národní gardy a byl také zvolen poslancem říšského sněmu ve Vídni. Posledním hostinským v „Pekle“ byl o sto let později další žďárský rodák Josef Zábrš. Z pekla můžeme pokračovat rovnou do očistce. Skončíme tak v další hospodě, která bývala v nedávno zbořeném domě čp. 27 stojícím u odbočky k Jelínkovu mlýnu. Říkalo se tu V Očistci nebo u Valíšků. Hostinským tu v 2. polovině 19. století býval Josef Vališ a později jeho stejnojmenný syn. Oba byli také tkalci a kostelníky. Josef ml. ale nakonec hostinec prodal a odstěhoval se do Ameriky.
Po návštěvě pekla a očistce možná čekáte, že už půjdeme rovnou do nebe. Zastavíme se v barvírně. Úspěšný barvířský závod provozoval v čp. 29 na přelomu 19. a 20. století František Kubík. Svému okolí byl velmi dobře znám, neboť díky němu za domem tekl „věčně modrý potok“. Potok, který dříve tekl za domy na západní straně Bobrovské ulice, byl ve skutečnosti mlýnským odpadem. Tekla tudy voda z Kazmírova mlýna (čp. 35) a ústila do nádrže před Jelínkovým mlýnem. Tento mlýn s číslem popisným 26 stojí sice trochu stranou, ale můžeme ho ještě k Bobrovské ulici počítat. Mlýn tu býval přinejmenším na konci 15. století, kdy se mu říkalo Šarlův. Na konci 16. století ho koupil Jiřík Humpolecký z Rybenska a od té doby je znám jako mlýn Humpolecký. Během třicetileté války mlýn zpustl a přešel do majetku vrchnosti. Vrchnostenskými mlynáři tu byli od 18. století členové mlynářského rodu Jelínků. Posledním mlynářem byl již ve století dvacátém Augustin Jelínek.
Od roku 1938 se začaly na domech v Bobrovské ulici objevovat pamětní desky věnované významným osobnostem. Jako první se 17. července 1938 odhalovala pamětní deska na domě čp. 22, kde od svého raného dětství žil ruský legionář František Seidl, který padl v červnu 1918 při dobývání Kurganu. O devět let později – 27. července 1947 – odhalil tehdejší ministr výživy Václav Majer pamětní desku na rodném domě ing. Jaromíra Nečase. Jaromír Nečas se roku 1888 narodil v domě čp. 31, v dobách první republiky se stal ministrem sociální péče a později byl i členem exilové vlády v Londýně. A právě na jeho počest byla už v říjnu 1945 Bobrovská ulice přejmenována na Nečasovu. V roce 1910 se v domě čp. 21 na Bobrovské ulici narodil Josef Veselka, pozdější zakladatel a sbormistr Akademického pěveckého sdružení Moravan, profesor brněnské konzervatoře a JAMU. A na jeho rodném domě, tehdy už v Nečasově ulici, mu byla 8. května 1996 odhalena pamětní deska. Byla v Nečasově ulici třetí a zatím poslední.

### Palackého náměstí
Palackého náměstí, to je v Novém Městě poměrně exkluzivní adresa, jí se mohou pochlubit jen obyvatelé čtyř domů – čísel popisných 16, 32, 33 a 34. Ostatní domy s okny do Palackého náměstí jsou již počítány k Nečasově ulici nebo Vratislavovu náměstí. V zástavbě oddělující dnes obě náměstí je ukryt dům čp. 97, v němž ještě nedávno sídlilo informační centrum. V tomto místě se předpokládá původní tvrz, nebo přinejmenším sídlo vrchnostenských úředníků v dobách, kdy Nové Město vlastnili členové mocného rodu Pernštejnů. Jak jinak si vyložit znamení zubří hlavy zdobící kamenný sloup, na nějž je svedena klenba přízemní místnosti domu čp. 97.
Nejen shluk domů, ale i terénní zlom odděluje Vratislavovo a Palackého náměstí. A právě díky své poloze bylo Palackého náměstí původně nazýváno Dolním náměstím či Dolním rynkem. Střed náměstí tvoří kašna, která svou podobu kamenného kvadrilobu (čtyřlistu) získala v roce 1891. V létě roku 1905 byla osazena plastikou Jana Štursy Píseň hor zpodobňující pasáčka s ovcí na klíně. Od roku 1942 je originál plastiky z hořického pískovce umístěn v Horáckém muzeu a na kašně je umístěna kopie zhotovená ve zlínské Škole umění vedené tehdy Vincencem Makovským. Takzvaný Pasáček se stal jedním ze symbolů Nového Města. Není ale jediným sochařským výtvorem zdobícím Palackého náměstí. Na kašně měla být původně umístěna socha Františka Palackého, která nakonec našla své místo v protilehlém svahu. Slavnostně byla odhalena 26. října 1902. Od té doby bylo náměstí nazýváno Palackého, i když oficiálně byla změna názvu potvrzena až v roce 1907. Okupace a zřízení protektorátu však s sebou přinesly nařízení o odstranění všeho, co neodpovídalo „změněným státoprávním poměrům“. A tak byla 28. června 1940 socha Palackého odstraněna a v říjnu téhož roku bylo náměstí opět přejmenováno na Dolní. Po osvobození se název Palackého náměstí vrátil. Na návrat sochy si muselo město počkat do 2. června 1946, kdy byla socha po dlouhých sporech o její umístění znovuodhalena na původním místě. Stejně jako Píseň hor je i socha Otce národa dílem Jana Štursy. Palackého socha je navíc i Štursovou první veřejnou zakázkou.
Obě sochy vznikly z podnětu a za podpory Josefa Jelínka, Štursova poručníka a mecenáše. Josef Jelínek (1829–1903) býval novoměstským koželuhem a majitelem domu čp. 32 na Palackého náměstí (dům s věžičkou), kde se říkalo u bohatých Jelínků. Byl veřejně činným, ať už jako předseda nebo člen řady místních spolků, tak i jako člen obecního výboru (zastupitelstva). V letech 1861–1891 zastával s přestávkami post starosty města. Byl také poslancem Moravského zemského sněmu. Na jeho návrh byla pro kašnu na tehdejším Velkém náměstí zhotovena socha Vratislava z Pernštejna. V roce 1891 bylo Josefu Jelínkovi uděleno čestné občanství města. V otcových stopách šel i Josef Jelínek mladší (1858–1936), který býval velitelem novoměstských hasičů či prvním starostou obnoveného Sokola (mimo jiné též před první světovou válkou majitelem prvního automobilu ve městě). V roce 1913 byl zvolen jako jeho otec starostou města a byl jím až do poválečných voleb v roce 1919. Již od svého zvolení starostou se potýkal s nepřízní části novoměstských obyvatel (té se nevyhnul ani jeho otec). V roce 1923 prodal svůj dům „eráru“ a odstěhoval se do Pardubic. Dům čp. 32 se pak stal sídlem finančních úřadů s okresní působností. Když Nové Město ztratilo statut okresního města, našla v domě své první sídlo v roce 1951 zřízená samostatná hudební škola.
Řadu zajímavých osobností najdeme i mezi obyvateli rohového domu čp. 34. Od roku 1662 až do současnosti je v držení členů rodu Německých. Prvním z nich byl Martin Německý, který se oženil s Dorotou, dcerou Kateřiny Kalouskové zvané Šlejfrlice (patrně byla majitelkou šĺajferny – brusírny). Přídomek přešel i na dům čp. 34, kterému se říkalo u Šlejfrlíků. Díky hudebnímu nadání svých obyvatel získal dům během 18. století jiný přídomek. V roce 1752 se stal majitelem domu Daniel Německý, který byl hudebníkem, městským varhaníkem a později i rektorem městské školy. Od jeho časů se domu čp. 34 začalo říkat u Varhaníků. Nejslavnějším rodákem z domu čp. 34 však byl Daniel Matyáš Německý (1762–1824), dvojnásobný doktor (filozofie a veškerého lékařství), oblíbený lékař, vědec, novátor a samozřejmě také hudebník. Rod Německých dal světu i slavné lyžaře Josefa a Otakara Němce. Přídomek Šlejfrlík výměnou za Varhaníka nezanikl. Přenesl se ale na protější rohový dům čp. 101, který se dostal do držení druhé větve rodu Německých založené Václavem Německým, vnukem Martina Německého-Šlejfrlíka. Z těchto „Šlejfrlíků“ pocházel i František Německý, známý novoměstský hostinský a hoteliér, zakladatel Hotelu Německý stojícího ještě před 30 lety na Masarykově ulici. Zajímavým pojítkem mezi domy čp. 34 a 101 bývala městská brána, která kdysi uzavírala přístup do centra města ze Žďárské ulice.

### Žďárská ulice
O původu jména Žďárské ulice není pochyb, tudy se jezdilo z Nového Města do Žďáru. Se jménem dostala ulice do vínku i oheň – žďáření. Požár, který vypukl 13. června 1879 v noci ve stodole domu čp. 84, se zapsal trvale do dějin celého města. Díky silnému větru ženoucímu oheň ke středu města tehdy shořelo 19 obytných a 12 hospodářských stavení. Co do rozsahu nemohl tento požár aspirovat na „titul“ největšího požáru v historii, nicméně stal se podnětem k historickému rozhodnutí. O několik týdnů později – 24. srpna 1879 – byl v Novém Městě založen sbor dobrovolných hasičů.
Žhavá témata však najdeme i u vody. Ke Žďárské ulici patřívaly tři mlýny zmiňované již v 16. století. Nedaleko mostu stával Hánův mlýn (čp. 81). Mlýn vyhořel již při památném požáru celého města v roce 1801. Po tomto požáru byl ještě obnoven. Ke zkáze ho přivedli o několik desítek let později zdejší mlynáři Josef Ondra a po něm Jakub Žák. Budovy mlýna zchátraly a byly zatíženy dluhy. Rozpadající se, ale dobře pojištěný, mlýn v noci 22. června 1907 do základů vyhořel. Mlýn již obnoven nebyl, pouze pila. Od roku 1918 na mlýně začal provozovat pilařskou živnost Filip Jaroš, a právě proto je tento objekt znám jako Jarošova pila.
Požár ukončil činnost i dalšího mlýna známého jako Kazmírův (čp. 35). Původně se tomuto mlýnu a rybníku nad ním říkalo Škrobův. Patrně od dob mlynáře Kazimíra Štampy, který žil na přelomu 17. a 18. století, se začalo říkat mlýnu a rybníku Kazmírův. Posledním mlynářem v Kazmírově mlýně byl Alois Jelínek ze známého fryšavského mlynářského rodu. Historii mlýna uzavřel požár, který vypukl o půlnoci 27. září 1916.
Třetí z mlýnů se dočkal svého zániku i bez přispění ohně. Ke konci 16. století ho postavil pod tehdejším Sadovým rybníkem Jan Štrafa. Rybník se ale dnes jmenuje Klečkovský po Janu Klečkovi, který mlýn v roce 1643 prodal vrchnosti. Mlýnu se říkalo i Ráčkův a rybníku se tak někdy říká dodnes. Posledním mlynářem tu totiž byl Josef Ráček, známý podivín, který nechal mlýn zchátrat a na konci života se snažil získat peníze na opravu od památkového úřadu. Mlýn nakonec koupil novoměstský velkostatek a v červnu 1935 ho nechal zbořit.
Téměř o deset let později zažilo Nové Město i válečný požár. Letadla Rudé armády 9. května 1945 ostřelovala a bombardovala ustupující německé jednotky. Letecký útok zaplatilo životem i několik civilistů, poškozena byla řada domů. Nejvíce jich bylo právě ve Žďárské ulici. Dům čp. 82 listonoše Františka Vyplašila stojící v křižovatce (u zrcadla) dnešních ulic Žďárské a Dukelské již obnoven nebyl. Na jeho místě byl na návrh Vincence Makovského vybudován v roce 1953 kamenný taras. Již o tři roky dříve byla Žďárská ulice přejmenována na Stalingradskou, na paměť města zničeného během druhé světové války. Ke svému původnímu názvu se ulice vrátila v roce 1962

## Přírodní poměry
Nové Město na Moravě se nachází v západní části Moravy; je vzdáleno 10 km východně od Žďáru nad Sázavou po silnici první třídy I/19. Leží v nadmořské výšce 600 m n. m. na jižním okraji Žďárských vrchů, které jsou východní součástí rozsáhlé Českomoravské vrchoviny.
Město leží v jižní části Chráněné krajinné oblasti Žďárské vrchy. CHKO byla vyhlášena roku 1970 a rozléhá se na 715 km² v nadmořských výškách od 490 do 836,3 m (nejvyšší vrchol Devět skal). Je pramennou oblastí mnoha řek, kterou prochází hlavní evropská rozvodnice mezi Severním a Černým mořem. Jedním z typických krajinných prvků v této oblasti jsou rulové skalní útvary, které byly vytvořeny mrazovým zvětráváním na zalesněných vrcholcích Žďárských vrchů, například Malinská skála, Dráteničky, Čtyři palice, Pasecká či Lisovská skála. Zhruba 15 km jihovýchodně od města se nachází westernové městečko Šiklův mlýn. Nad Novým Městem se nachází také největší sjezdovka na Vysočině – sjezdovka Harusův kopec. Sjezdovka je v sezoně uměle zasněžována a osvětlena. Harusův kopec – „Harusák“ je zmiňován již v knize Bohumila Polácha Srub radosti.

### Přírodní památky
- Přírodní památka Pernovka – rašelinná louka
- Přírodní památka U Bezděkova – lokalita šafránu bělokvětého

## Městské symboly
Městský znak udělil městu dne 30. listopadu 1635 kardinál František kníže Ditrichštejn. Městský prapor udělilo městu předsednictvo České národní rady svým 926. usnesením z 93. schůze dne 7. května 1992.

### Znak
Městský znak města Nového Města na Moravě tvoří oválný štít nakoso půlený od pravé horní strany dolů k levé straně, horní polovina je zlatá, dolní červená, dva vinařské nože se stříbrnou čepelí a střenkou v přirozené barvě stojí vedle sebe, jeden na zlatém poli a druhý na červeném poli – ohnutými špicemi nahoru ven, nad noži na zlatém poli je knížecí klobouk, dole mezi střenkami na červeném poli pak sedící, dozadu se ohlížející zlatý lev bez koruny, s pozdviženým jedním ocasem.

### Prapor
Městský prapor města Nového Města na Moravě má list nakoso dělený, horní pole žluté, dolní červené, na třetinách listu jsou postaveny odvrácené vinařské nože, délka čepele nožů je 5/10 šířky listu a střenky 2/10 šířky listu, čepele jsou bílé, střenky hnědé, poměr délky k šířce je 3 : 2.

### Pečeť
Městskou pečeť města Nového Města na Moravě tvoří městský znak, kolem něhož je nápis "Město – Nové Město na Moravě", rozdělený sněhovými vločkami.

### Maskot
Tradičním maskotem Nového Města na Moravě je strašidlo horáckých lesů – Horácký hejkal. Jeho podobu se snažilo vystihnout mnoho novoměstských umělců, tradičním vzorem však zůstává podoba ztvárněná novoměstským rodákem Karlem Němcem. Postava Horáckého hejkala představuje divého muže – skřeta s dlouhými, řídkými rozježenými vlasy a vousy.

## Obyvatelstvo
| Rok            | 1869  | 1880  | 1890  | 1900  | 1910  | 1921  | 1930  | 1950  | 1961  | 1970  | 1980  | 1991   | 2001   | 2013   | 2021   |
| -------------- | ----- | ----- | ----- | ----- | ----- | ----- | ----- | ----- | ----- | ----- | ----- | ------ | ------ | ------ | ------ |
| Počet obyvatel | 5 871 | 5 860 | 5 746 | 5 655 | 5 761 | 5 466 | 5 348 | 6 021 | 6 194 | 8 196 | 9 730 | 10 426 | 10 471 | 10 200 | 10 049 |

## Místní části
Nové Město na Moravě je tvořeno vlastním městem a 9 vesnicemi:
- Hlinné
- Jiříkovice
- Maršovice
- Olešná
- Petrovice
- Pohledec
- Rokytno
- Slavkovice
- Studnice

Od 1. července 1980 do 30. června 1990 k městu patřily i Radňovice a od 1. července 1980 do 31. prosince 1991 také Křídla a Nová Ves u Nového Města na Moravě.

## Školství
- Mateřská škola Nové Město na Moravě
- Základní škola Nové Město na Moravě, Malá
- Základní škola Nové Město na Moravě, Leandra Čecha
- Základní škola Nové Město na Moravě, Vratislavovo náměstí
- Gymnázium Vincence Makovského se sportovními třídami Nové Město na Moravě
- Střední odborná škola Nové Město na Moravě
- Dům dětí a mládeže Nové Město na Moravě
- Základní umělecká škola Jana Štursy Nové Město na Moravě

## Sport

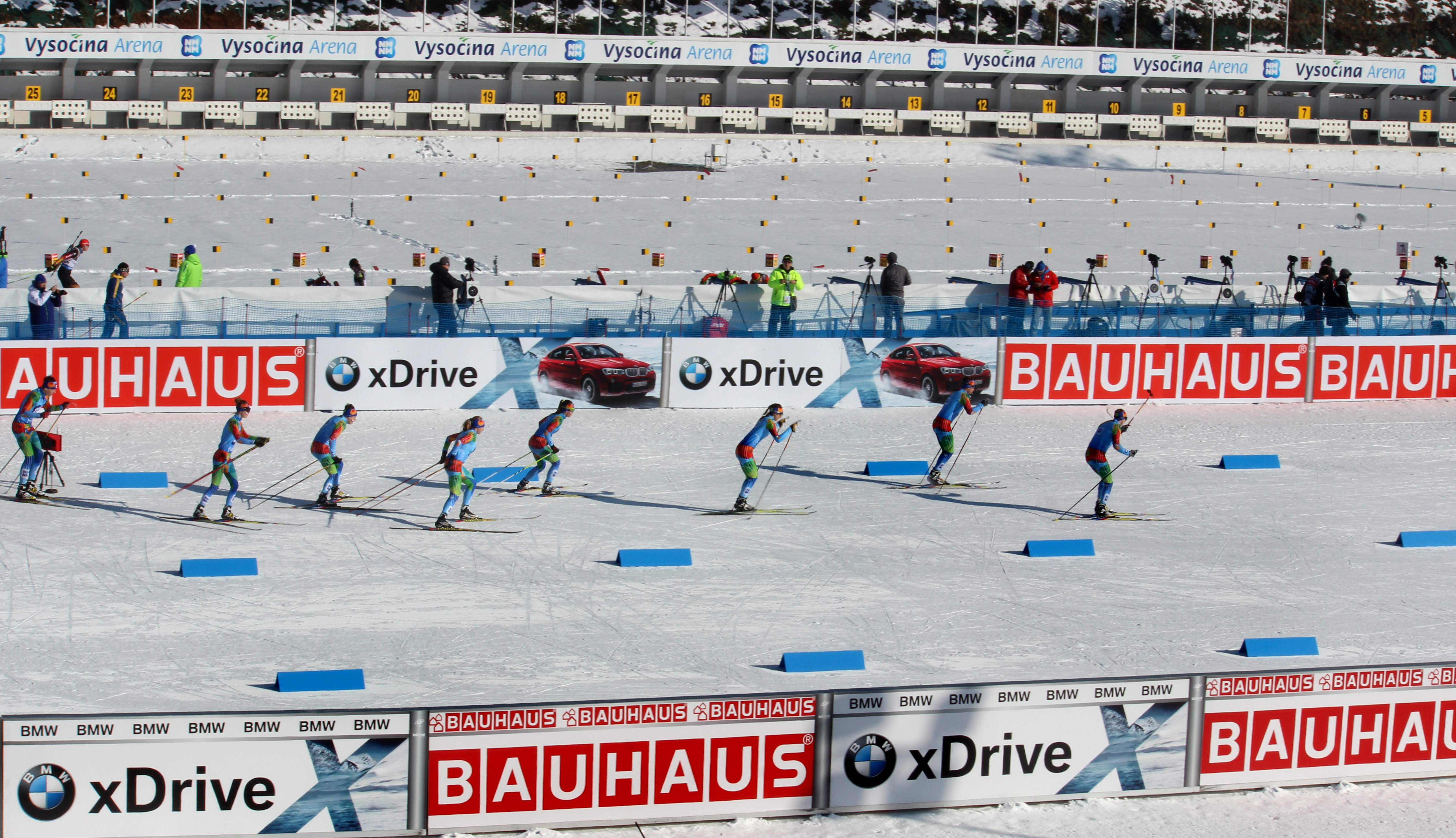
Světový pohár v biatlonu 2014/2015

Od sezóny 2011/12 se v Novém Městě na Moravě koná víceméně pravidelně závod Světového poháru v biatlonu. V roce 2013 se zde poprvé v Česku konalo Mistrovství světa v biatlonu 2013, byl to 46. ročník této události. V únoru 2024 probíhalo Mistrovství světa v biatlonu ve Vysočina Aréně podruhé. Velmi známou sportovní událostí je také závod světového poháru v běhu na lyžích – Zlatá lyže Českomoravské vrchoviny (obvykle konec ledna), který je od roku 2006 je světový pohár součástí projektu FIS – Tour de Ski.
Dále v Novém Městě na Moravě koná cyklistický závod Rovner Vysočina (počátek srpna). Okolí je hojně využíváno také pro závody v orientačním běhu, horských kol, kolečkových lyží či triatlonu. V roce 2007 se zde konalo mistrovství v orientačním závodě na horských kolech. V roce 2011 se zde konalo mistrovství světa horských kol.

## Doprava
Přes Nové Město na Moravě prochází od roku 1905  železniční trať Žďár nad Sázavou – Tišnov, tzv. Tišnovka, nádraží Nové Město na Moravě se nachází necelý kilometr severovýchodně od centrálních náměstí, zastávka Nové Město na Moravě zastávka se nachází na západním okraji městské zástavby, nedaleko nemocnice a továrny MEDIN.
Jižním obchvatem (jako ulice Brněnská) prochází západovýchodním směrem silnice I/19. Severojižním směrem procházejí přes centrum města peáží silnice II/360 a II/354. Z města vychází ještě několik silnic III. třídy, a to III/36039 směrem na východ na Zubří a Vojtěchov, III/35314 na severozápad na Tři Studně (krátkou spojkou III/01844 napojená v západní části města na silnici I/19), III/35315 na západ do místní části Jiříkovice,
Město je přirozeným uzlem regionální autobusové dopravy. Dominantním dopravcem je zde ZDAR a.s. (kromě základní obslužnosti regionu) zde zastavuje i dvěma dálkovými linkami, 840127 Žďár nad Sázavou–Olomouc a 840319 Bystřice nad Pernštejnem–Praha), linka ICOM transport 760700 Jihlava–Ostrava. Z poličky od 1 února 2025 Zlatovánek do města nejezdí. Autobusy mají ve městě dva terminály: autobusové nádraží (nyní s názvem „Nové Město na Moravě, centrum“ se nachází v bezprostřední blízkosti centra města i silnice I/19. Dopravní terminál s názvem „Nové Město na Moravě, Dopravní terminál“ byl zprovozněn v dubnu 2013 a nachází se u železničního nádraží ve východní části města. Má 5 autobusových stání, z toho 3 krytá, a 33 parkovacích míst P+R. 
Nové Město na Moravě zahájilo provoz městské autobusové dopravy slavnostní předváděcí jízdou 6. ledna 2014. MHD je provozována na dvou jednosměrně okružních linkách se závleky a provozuje ji vozem pro 25 sedících cestujících dopravce ZDAR a.s. Během ročního zkušebního provozu chce dopravce doladit jízdní řády podle připomínek a vyzkoušet různé typy autobusů a podle potřeby je připraven nasadit větší autobus. Obě linky začínají a končí na dopravním terminálu. Linka 1 (845001), červená, je kratší, jede od Maršovic přes terminál kolem kulturního domu k nemocnici, navazuje zejména na vlaky. Linka 2 (845002), modrá, vede od Maršovic pod Brožkův Kopec, přes Dukelskou ulici, nemocnici, Palackého náměstí k Bille a Masarykovou ulicí na dopravní terminál, je více zaměřena na místní školáky. Jízdy na linkách se střídají v sudou a lichou hodinu, jezdí celotýdenně od 5 hodin ráno do 8 večer, některé ranní a polední spoje jezdí ale jen v pracovních dnech. Do přípravy zastávek a roční objednávky dopravních výkonů investovalo město asi milion korun. Pro další roky počítá s ročními dotacemi v řádu statisíců. Plné jízdné za jednu jízdu je 10 Kč a platí se při nástupu u řidiče, pro děti od 6 do 15 let je poloviční, zároveň byla zavedena od počátku roku 2014 Novoměstská karta (základní cena 900 Kč, pro děti a studenty 720 Kč a pro seniory nad 70 let 480 Kč), v jejíž ceně je automaticky zahrnuto roční předplatné na MHD a za svoz odpadu a slevy v městských zařízeních.
Městem prochází dálková cyklotrasa č. 19 (souběžně se silnicí I/19) a cyklotrasa č. 103 vede po silnici III/35314 na severozápad na Tři Studně.
V roce 2021 bylo oznámeno, že města Žďár nad Sázavou, Nové Město na Moravě a Třebíč se chtějí připojit do IDS Jihomoravského kraje.

### Změny spojů v roce 2025
Od února 2025 došlo k výraznému navýšení autobusových spojů na Vysočině. Týká se to i Žďárska a konkrétně z Nového Města na Moravě posílily linky do města Svratky, do města Bystřice nad Pernštejnem(s pravidelnou návazností některých spojů na hrad Pernštejn) a městečka Jimramov, kde přímo navazují některé spoje do města Polička. 

## Pamětihodnosti
- Katolický kostel sv. Kunhuty na Vratislavově náměstí, se sgrafitovou výzdobou (jedoucí Sv. Václav) od akademického malíře Karla Němce.
- Hřbitovní kostel Nanebevzetí Panny Marie, o kterém je první písemná zmínka z roku 1596.
- Novorenesanční evangelický kostel z roku 1898.
- Tři kříže postaveny z vděčnosti za záchranu před morovou epidemií, na kterou nezemřel ani jeden obyvatel města, nacházející se asi 1 km jihovýchodně od centra města na vrcholu (675 m n. m.) zalesněného kopce.
- Novoměstský zámek
- Stará radnice – Původní novoměstskou radnici najdeme na Vratislavově náměstí. Vznikla v roce 1555 přestavbou původních dvou měšťanských domů. V roce 1723 ale vyhořela a při následné obnově přibylo další poschodí a také věžička. V roce 1938 byla místním rodákem Karlem Němcem vytvořena sgrafitovou výzdoba. Dnes je zde umístěno Horácké muzeum.
- Dům čp. 121, ve kterém byla roku 1608 zřízena škola.
- Dům čp. 13 rodiny Bradyových, který je připomínkou nacistické okupace a Holocaustu.
- Dům čp. 97 pochází z přelomu 15. a 16. století. V současnosti v něm sídlí městské informační centrum.
- Dům čp. 103 s renesančními základy z poloviny 16. století sloužil zpočátku jako dům právovárečný. Po rekonstrukci v letech 2002–2003 zde sídlí městský úřad.
- Dům čp. 7 – hotel Panský dům.
- Dům čp. 124 – budova I. základní školy z roku 1879
- Dům čp. 11 – rodný dům Vincence Makovského.
- Dům čp. 1439 – rodný dům Tobiáše Kamenického

### Další stavby
- Poesiomat – na Komenského náměstí

## Osobnosti

### Rodáci
- Oldřich Blažíček (1887–1953), akademický malíř (narozen ve Slavkovicích)
- Jiří Brady (1928–2019), kanadský podnikatel, přeživší holocaustu, nositel čestných řádů v různých zemích
- Pavel Červinka (*1959), český geograf, ekolog, spisovatel a atletický trenér
- Daniel Dítě (* 1954), herec a dabingový režisér
- Josef Fiala (1891–1968), středoškolský profesor, etnograf, genealog, archivář Horácka
- Věra Frömlová–Zezuláková (1924–1998), malířka a restaurátorka
- Alois Chocholáč (1906–1983), výtvarník, zakladatel umění samorostů
- Josef Jambor (1887–1964), akademický malíř a grafik
- Radek Jaroš (* 1964), horolezec, pokořitel všech osmitisícovek a Koruny planety
- Jaroslav Kallab (1879–1942), právník, ředitelem kriminologického ústavu
- Karel Kalláb (1884–1963), učitel a spisovatel
- Jan Kasal (* 1951), český politik, čelný představitel KDU-ČSL
- Miloš Konvalinka (1919–2000), dirigent a skladatel
- Pavel Kopáček (1923–1996), akademický malíř a krajinář
- Josef Miloslav Kořínek (1899–1945), slavista a profesor srovnávací jazykovědy
- František Kubica (1909–1973), lékař, fotograf a básník
- Stanislav Lukeš (* 1989), influencer, hráč stolního tenisu, zápasník
- Jiří Macháček (* 1971), archeolog
- Vincenc Makovský (1900–1966), akademický sochař
- Jonáš Mareček (* 2001), biatlonista
- Šimon Mareček (* 2002), reprezentant v orientačním běhu, dorostenecký vicemistr Evropy
- Josef Vratislav Monse (1733–1793), národní buditel a rektor olomoucké univerzity
- Jan Evangelista Nečas (1849–1919), právník a soudce, básník a překladatel
- Jaromír Nečas (1888–1945), politik a ministr
- Martin Nečas (* 1999), profesionální hokejista hrající v NHL
- Miroslava Němcová (* 1952), politička, poslankyně za ODS
- Karel Němec (1879–1960), malíř a grafik
- Daniel Matthias Niemecsky (1762–1824), lékař, botanik, hudebník, odborný spisovatel
- Josef Novotný (* 1952), politik, senátor, poslancem za VV
- Markéta Plánková (Častvaj) (* 1978), herečka, muzikantka, zpěvačka a moderátorka
- Karel Sáblík (1871–1932), rolník a politik
- Martina Sáblíková (* 1987), rychlobruslařka a cyklistka, vícenásobná mistryně světa a olympijská vítězka
- Ivan Sekanina (1900–1940), právník a novinář
- Erika Stárková (*1984), herečka
- Ivo Strejček (* 1962), poslanec Evropského parlamentu, člen ODS
- Jan Svítil-Karník (1870–1958), básník, spisovatel, překladatel a lékař
- Jan Štursa (1880–1925), akademický sochař
- Ondřej Trejbal (* 1999), profesionální hokejista hrající v SaiPy ve finské Liigy
- Josef Veselka (1910–1992), sbormistr a hudební pedagog
- Ivana Zemanová (* 1965), bývalá první dáma, druhá manželka prezidenta Miloše Zemana
- Jiří Židlický (1895–1950), malíř a ilustrátor

### Další
- Zdeněk Blažek (1905–1988), skladatel, pedagog a hudební teoretik
- Hana Brady (1931–1944), židovská dívka, která zahynula v koncentračním táboře a stala se symbolem židovské perzekuce 2. světové války
- Leander Čech (1854–1911), národní buditel, středoškolský profesor, literární historik, kritik a teoretik
- Karel Daněk (1928–2017), sportovní lékař, autor knih o lyžování a zdravém životním stylu, překladatel a sběratel básní
- Jan Hlaváček (* 1953), český sládek a pivovarník
- Emanuel Komínek (1929–1993), československý geolog, objevitel ložiska měděné rudy Erdenet v Mongolsku
- Jindřich Mahelka (1919–1990), malíř, grafik a ilustrátor
- Jaroslav Pospíšil (1905–1979), český operní a operetní zpěvák (tenor)
- Josef František Svoboda (1874–1946), vlastivědný a národopisný pracovník, historik, archivář a muzeolog
- Eva Vítečková (* 1982), basketbalistka a vicemistryně světa

## Zaniklá ves Mnichov
Východně od Nového Města se nacházela vesnice Mnichov nebo též Michovy, která zanikla a dnes ji připomínají pouze místní názvy Horní a Dolní Michovy a Michovské hory. První zmínka o osadě Mnichov pochází z konce 15. století, kdy jsou zmiňováni Mikuláš Vicher a Huňatý z Mnichova. Od začátku své existence patřila osada pánům z Lipého, kteří ji v roce 1496 prodali Vilémovi z Pernštejna. Od té doby začíná postupné skupování pozemků v Mnichově obyvateli Nového Města. Roku 1540 byla vesnice Janem z Pernštejna prodána Novému Městu. V roce 1580 ji Vratislav z Pernštejna uznává jako součást tehdejšího městečka. O 7 let později byla osada již vylidněná a o další rok později je v kupní smlouvě uváděna jako zcela pustá.
Mnichov možno lokalizovat severně od kopce Kalvárie na horní okraj pramenného zářezu přibližně v místech dnešní silnice č. 19 ve směru k Bystřici nad Pernštejnem.

## Partnerská města
- Mižhirja, Ukrajina
- Waalre, Nizozemsko
- Ziano di Fiemme, Itálie

Nové Město na Moravě je také členem sdružení Nová Města Evropy.

## Galerie

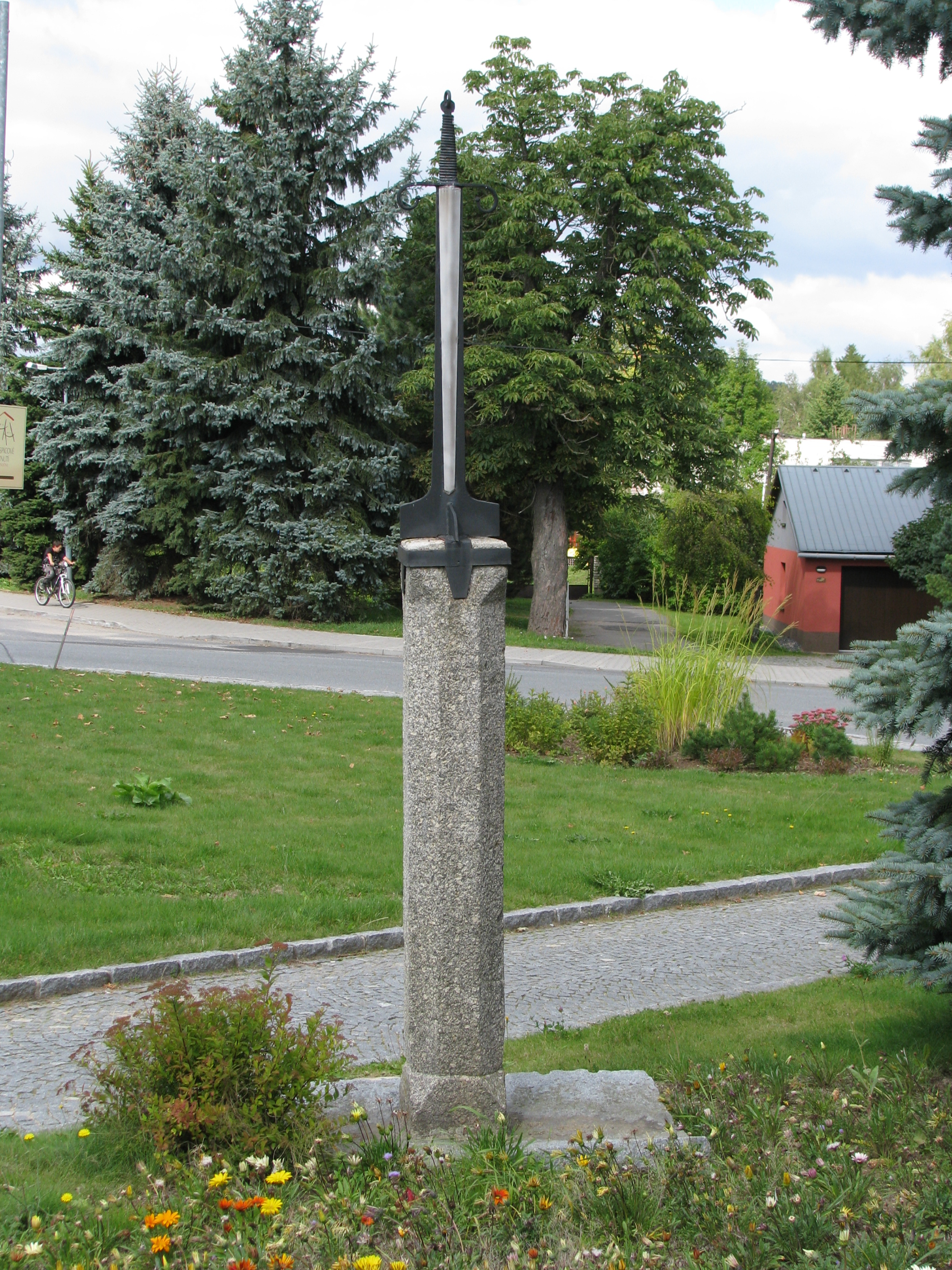
Boží muka – popravčí meč
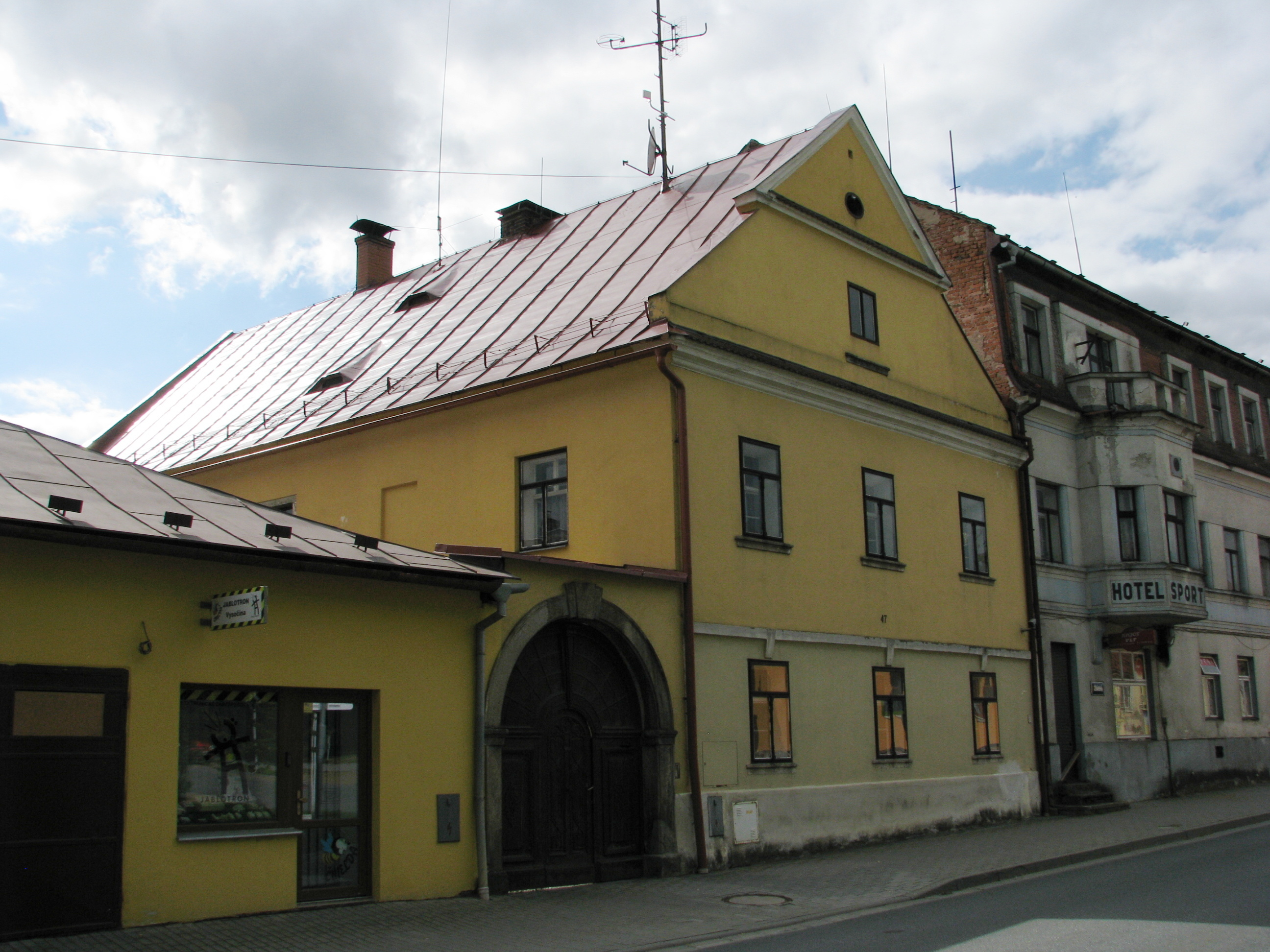
Měšťanský dům čp. 47
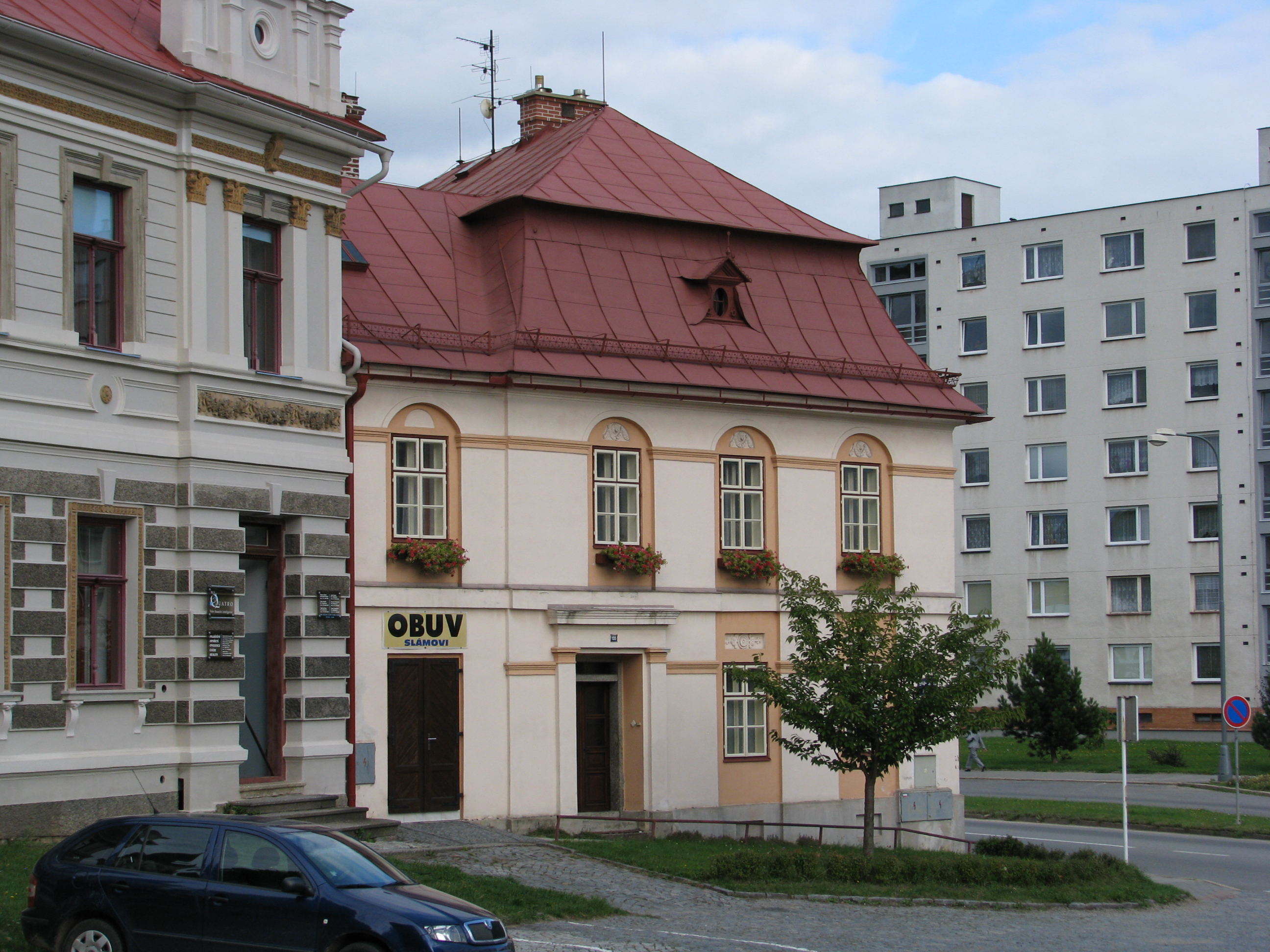
Fara evangelická čp. 135
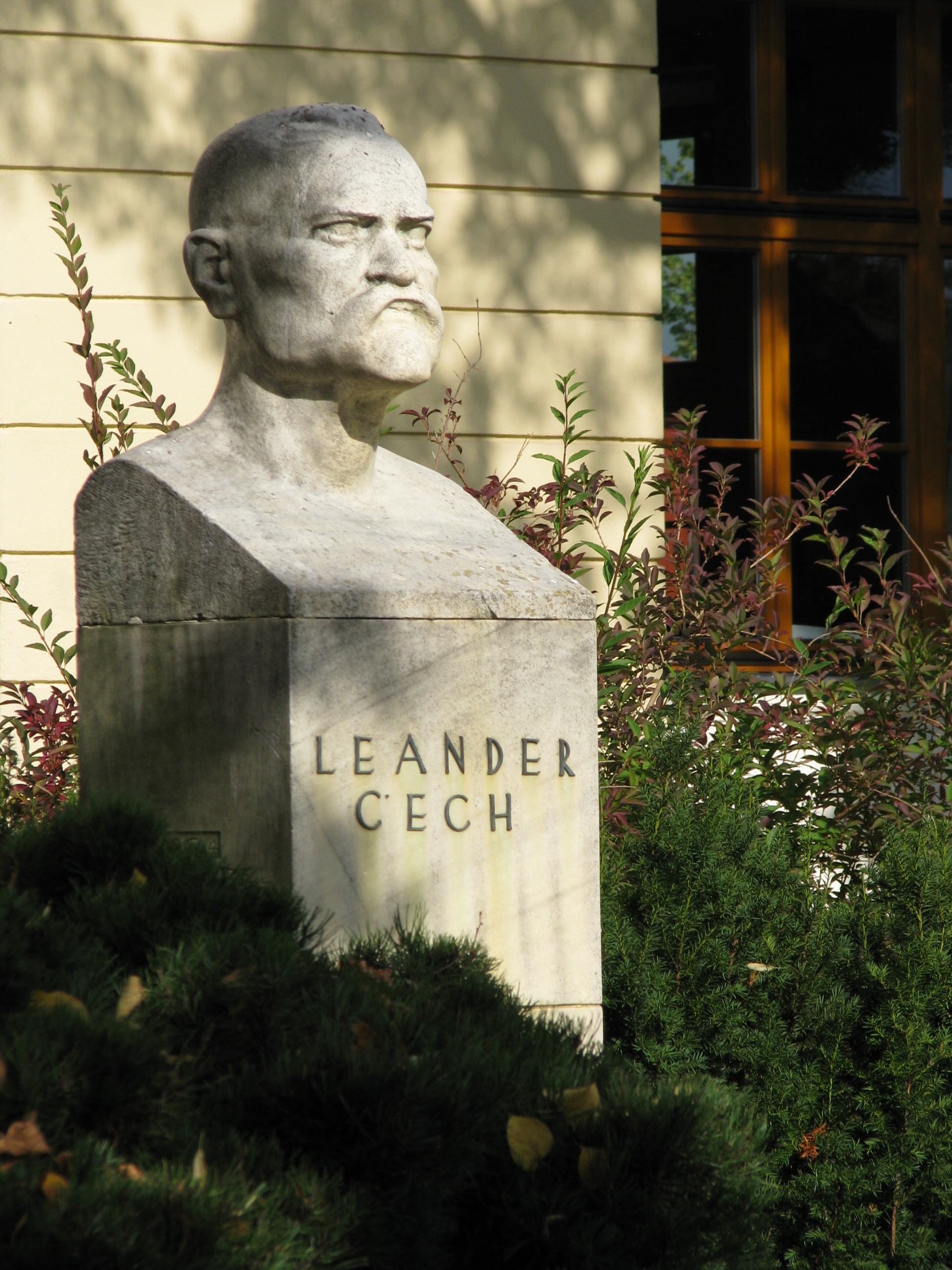
Socha – busta Leandra Čecha
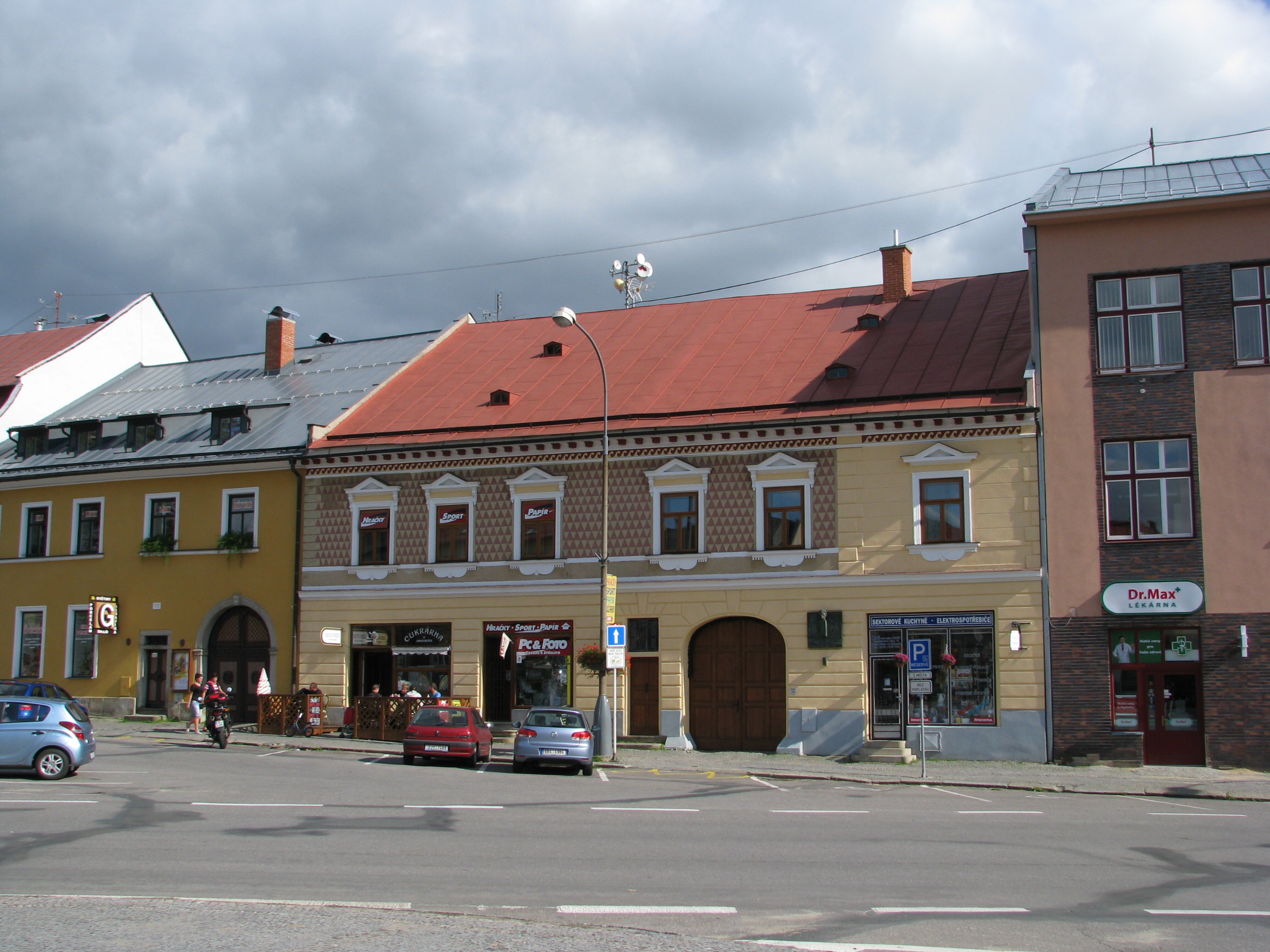
Měšťanský dům čp. 11
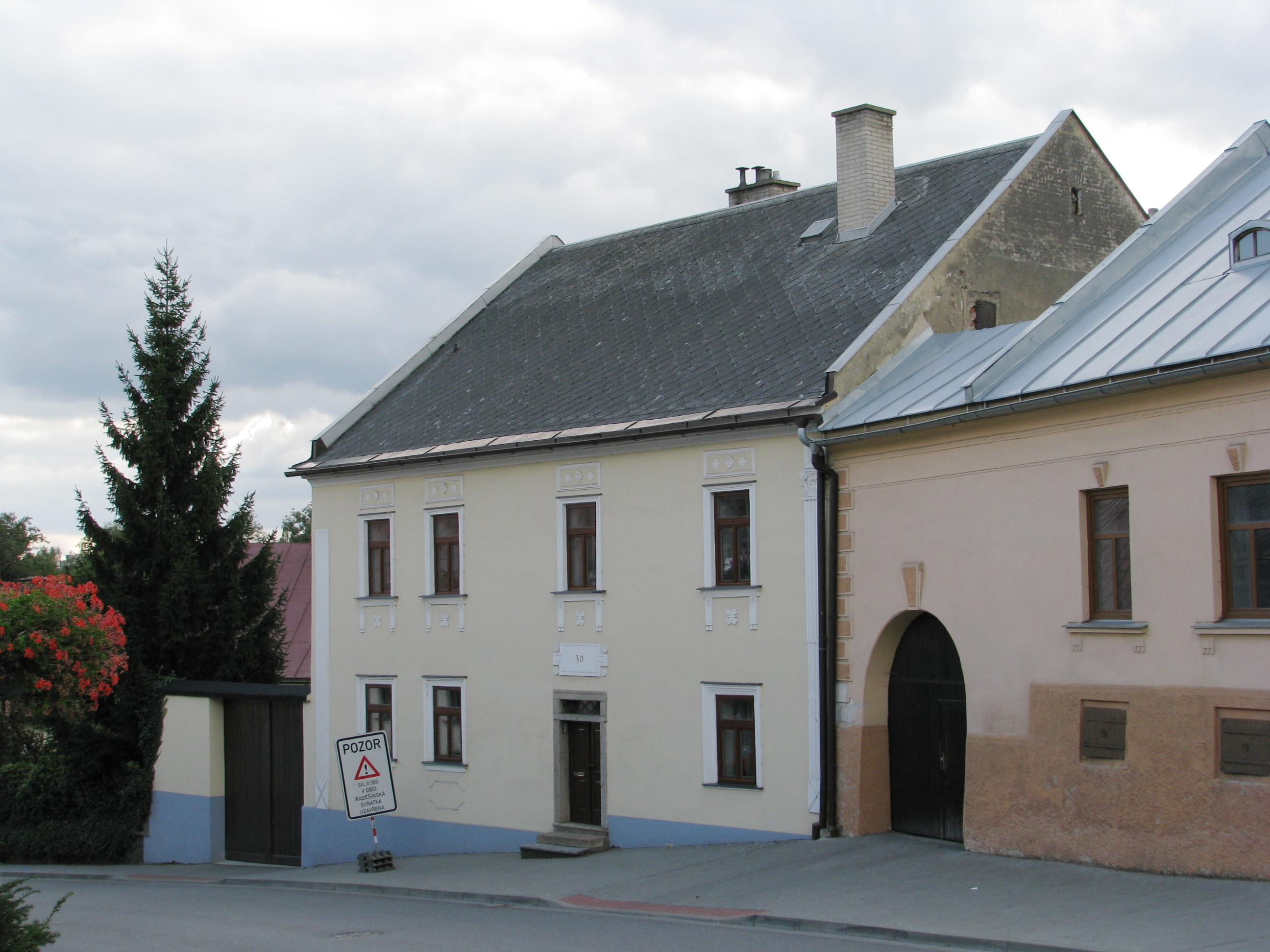
Městský dům čp. 30
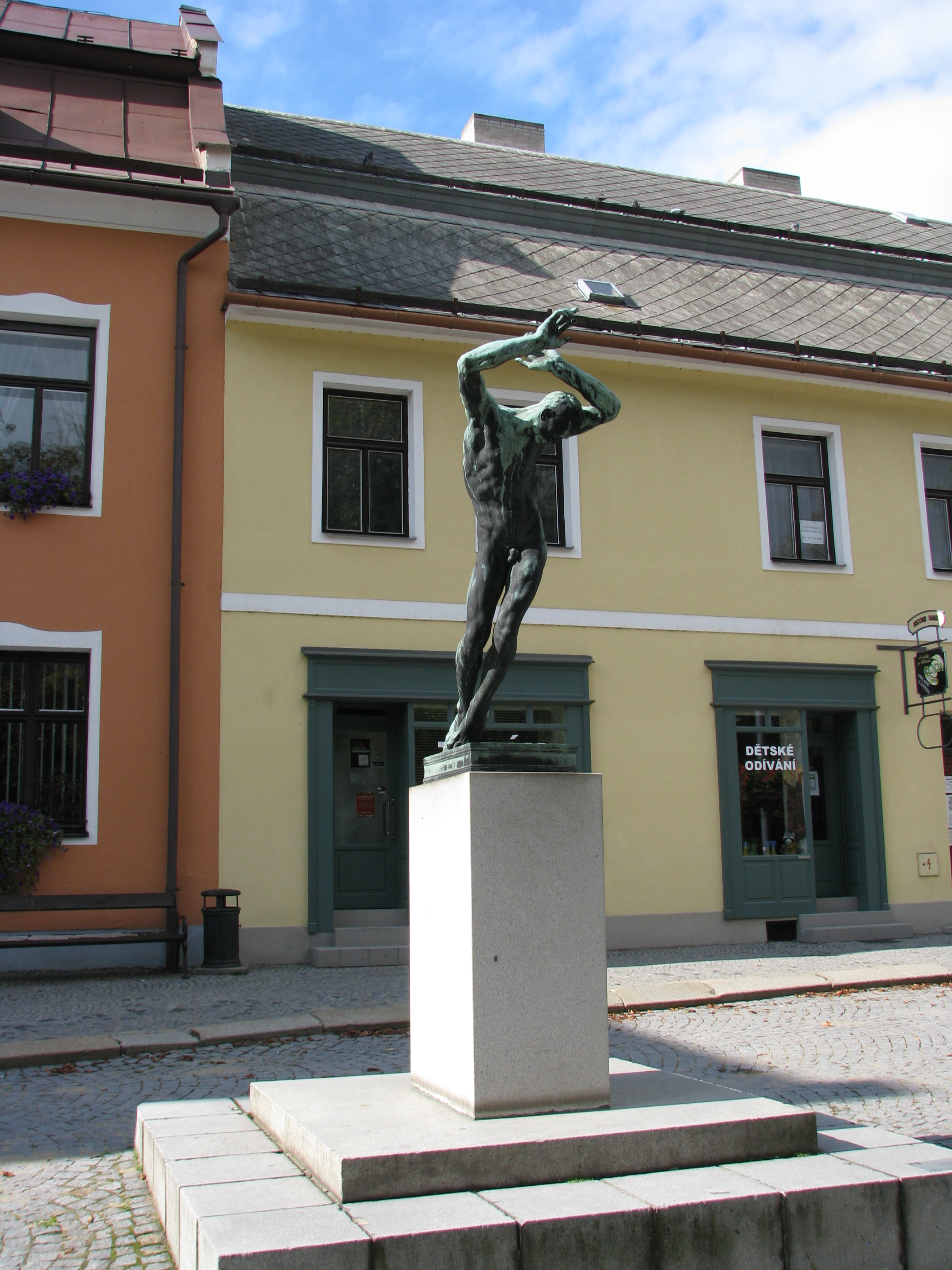
Socha Raněný
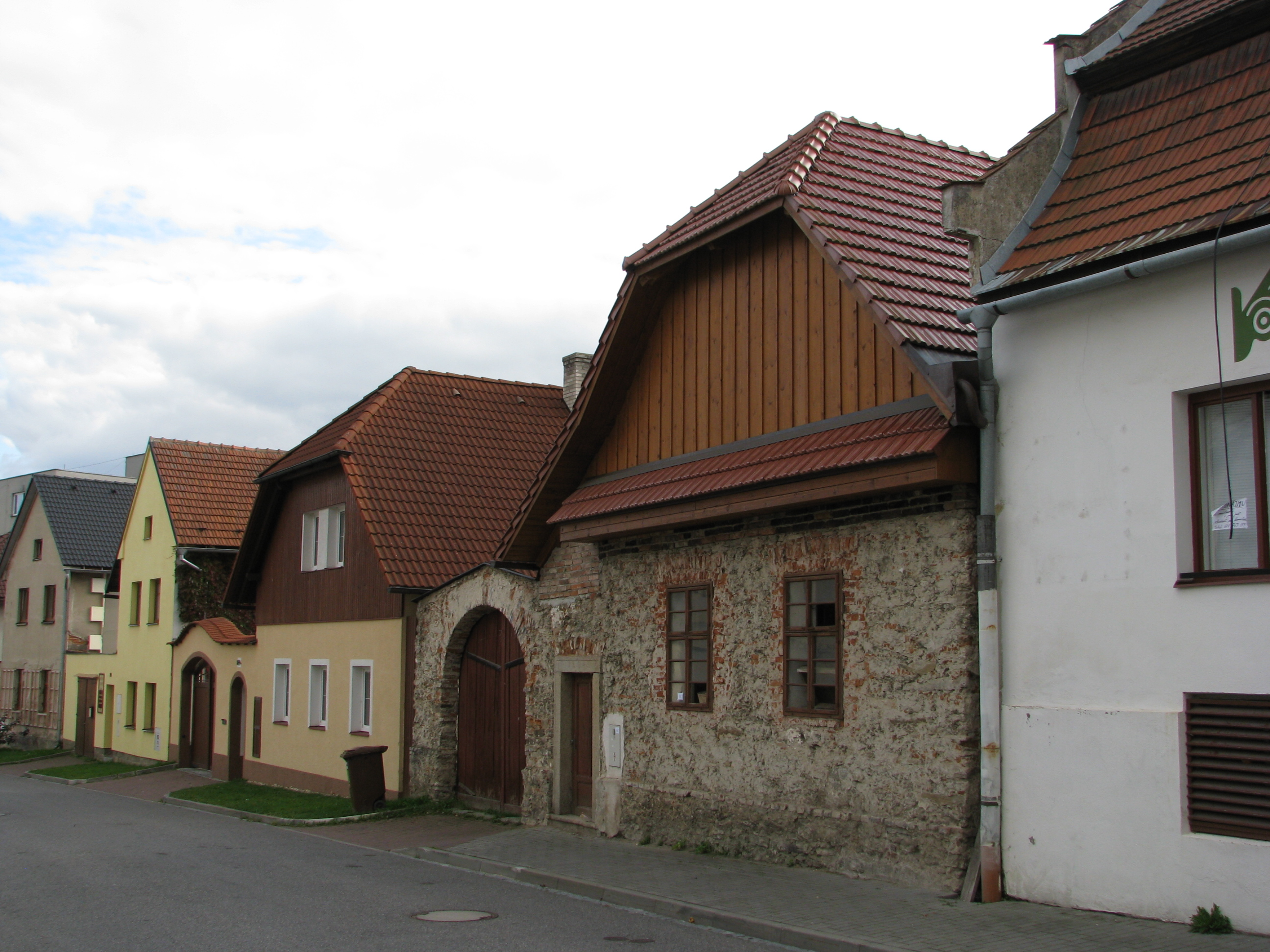
Venkovská usedlost čp. 160
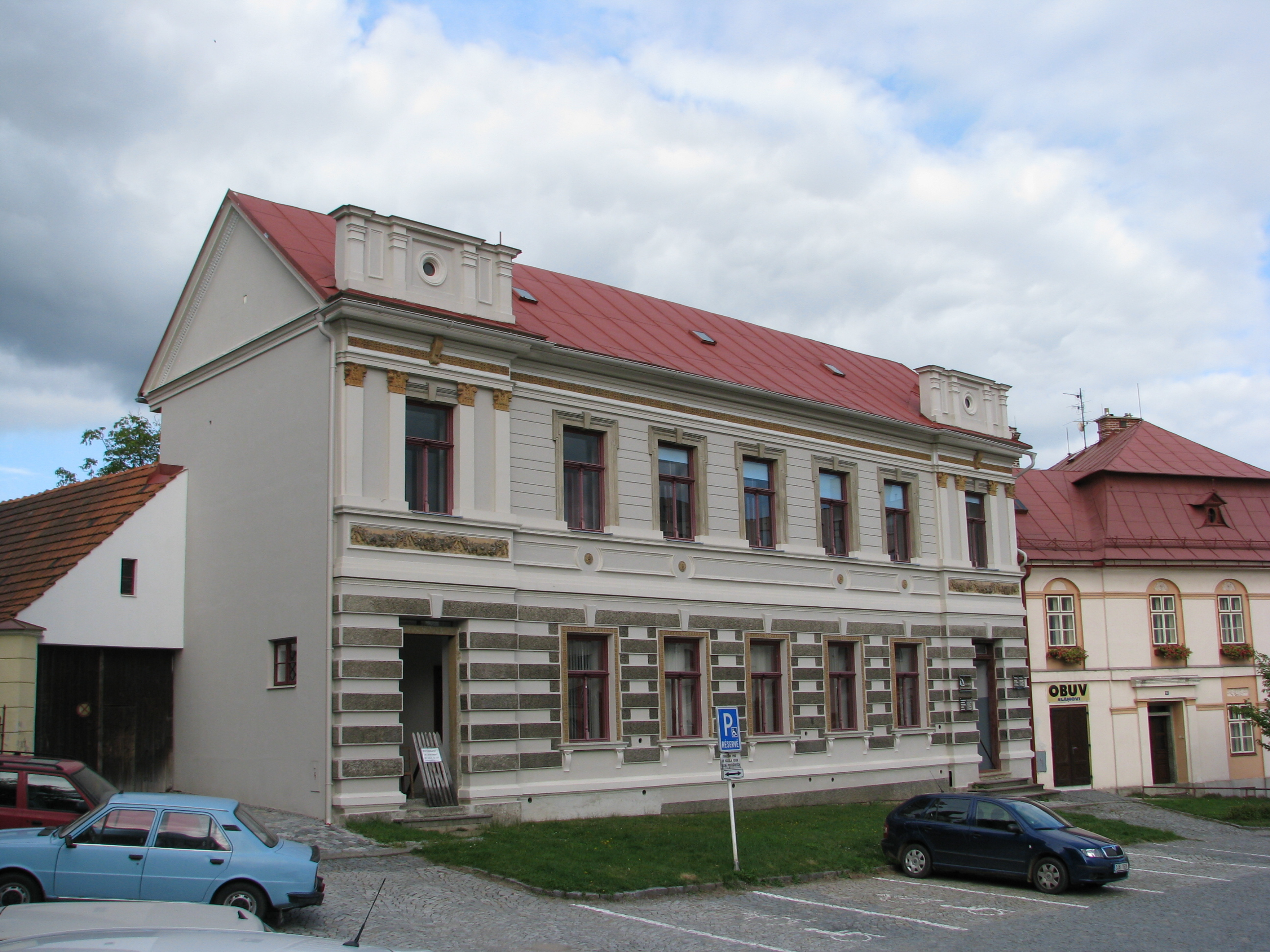
Městský dům čp. 133
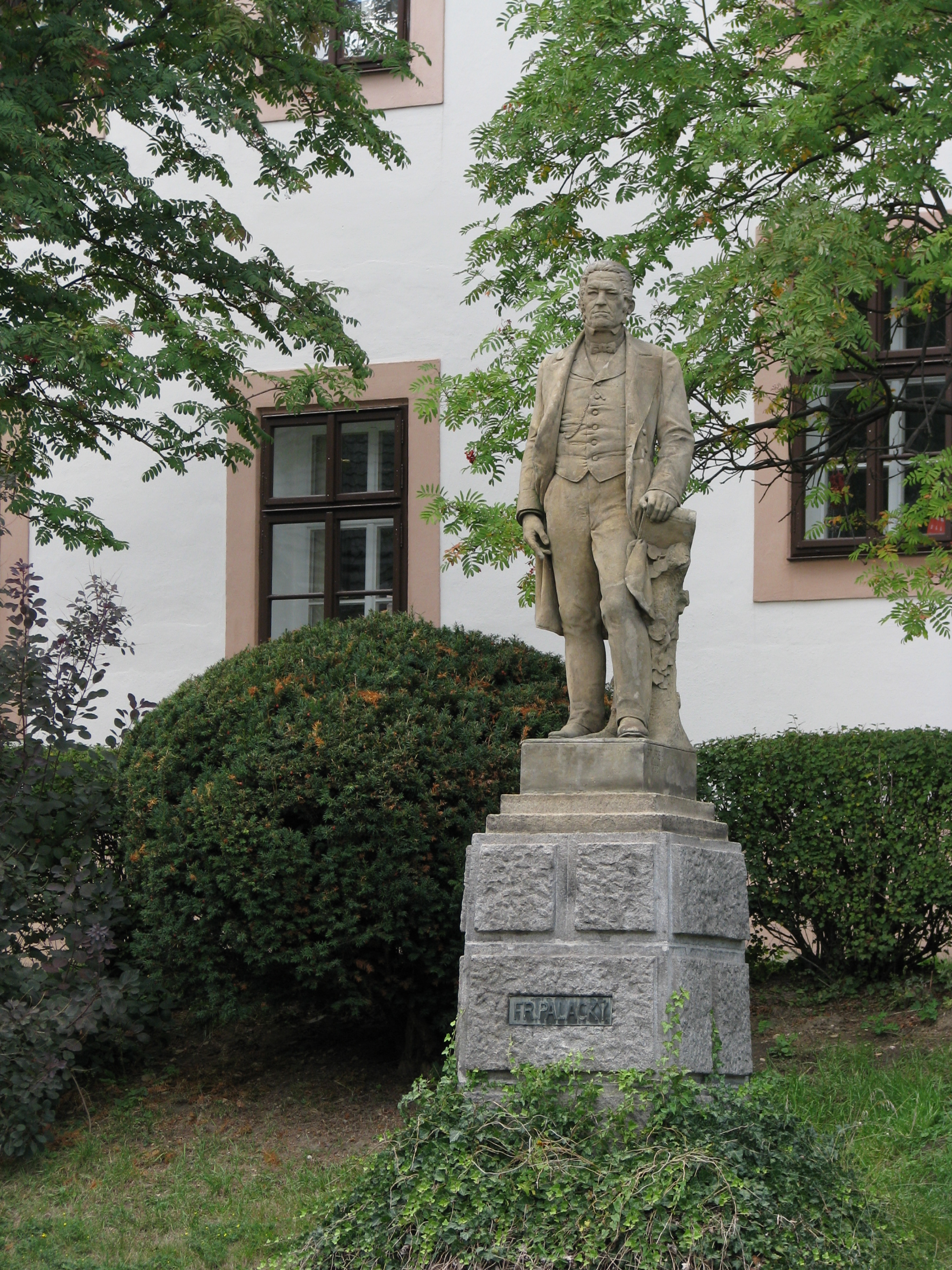
Socha Františka Palackého
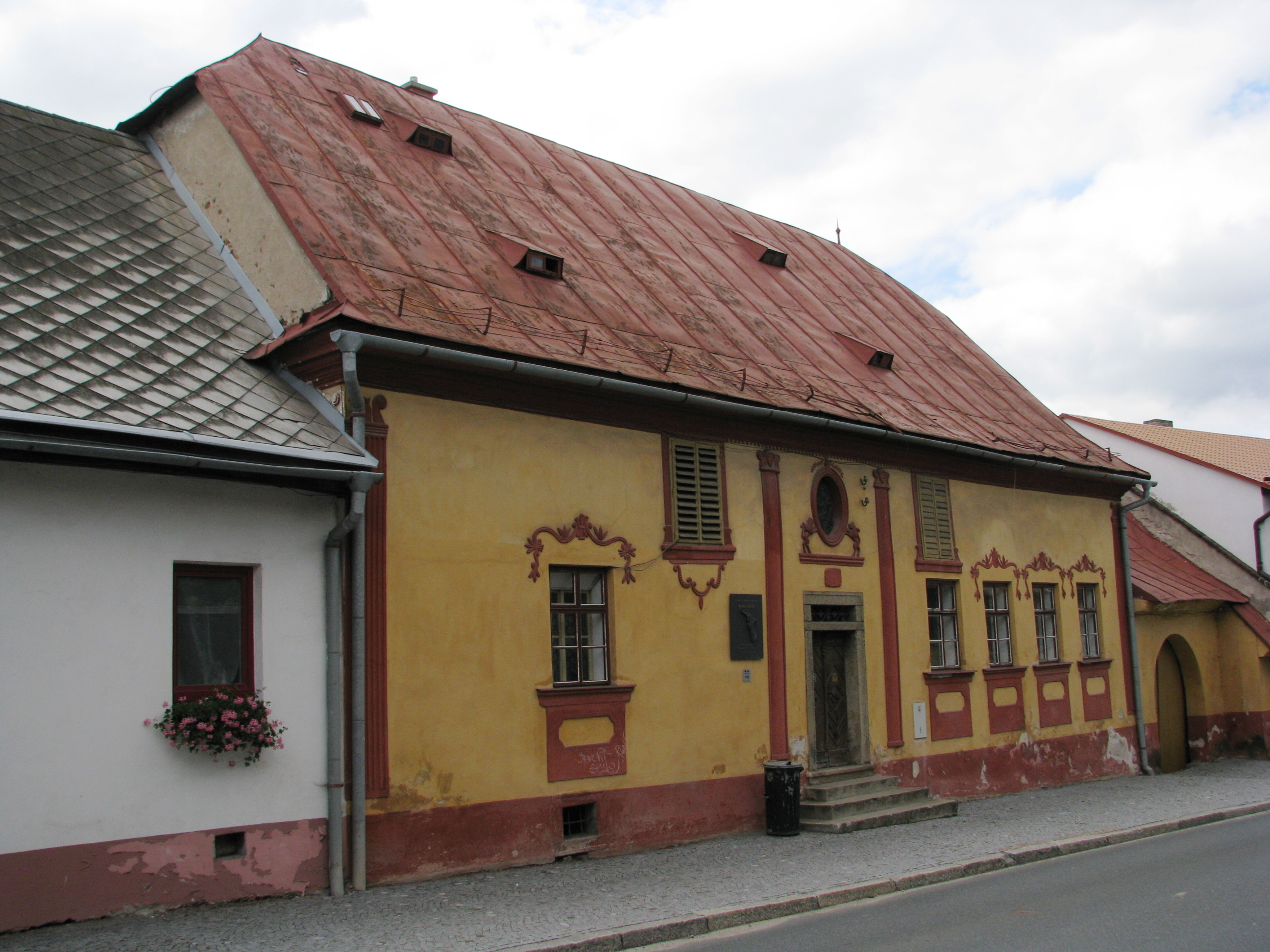
Městský dům čp. 40
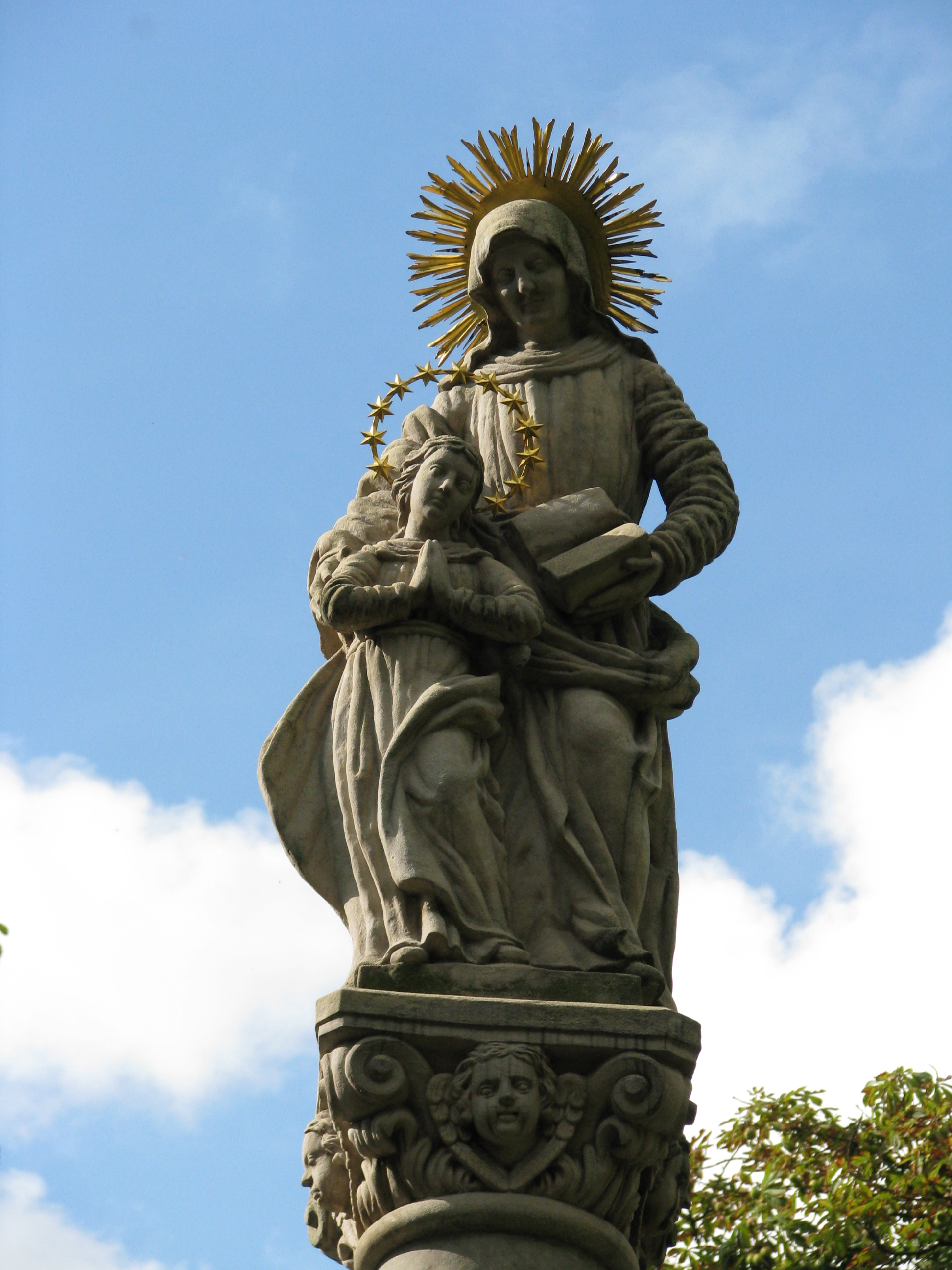
Kašna se sochou sv. Anny na sloupu
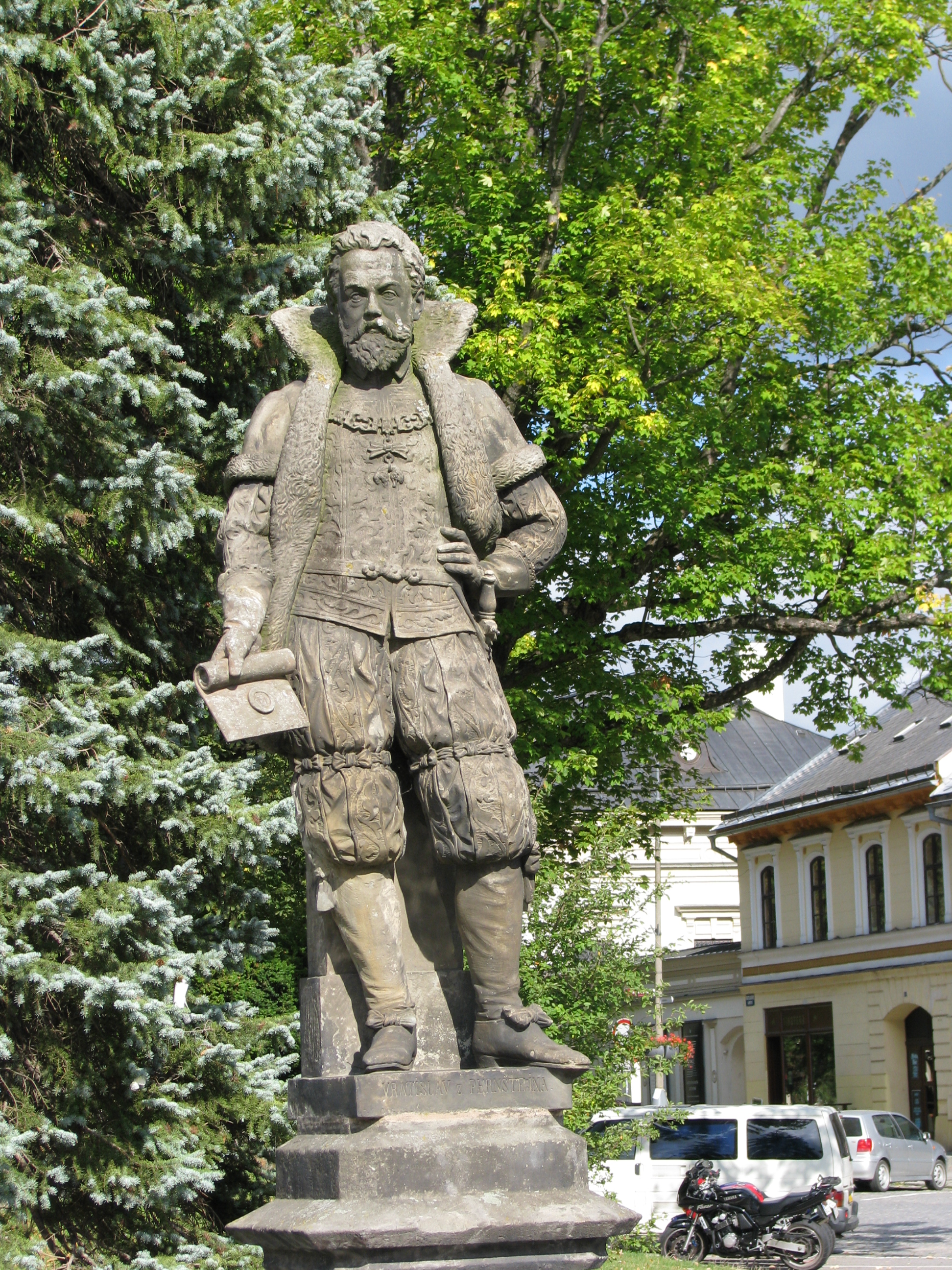
Kašna se sochou Vratislava z Pernštejna
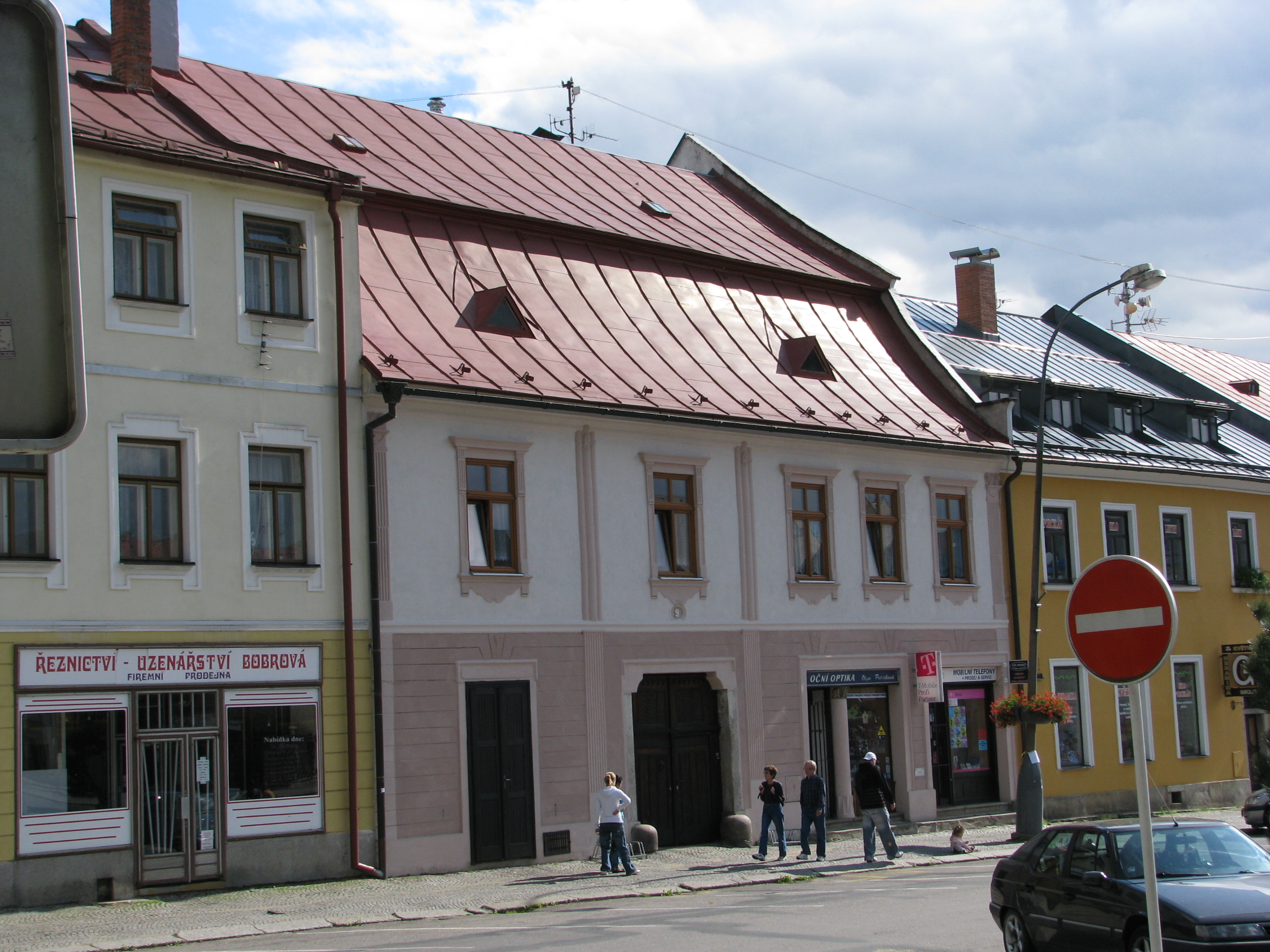
Měšťanský dům čp. 9
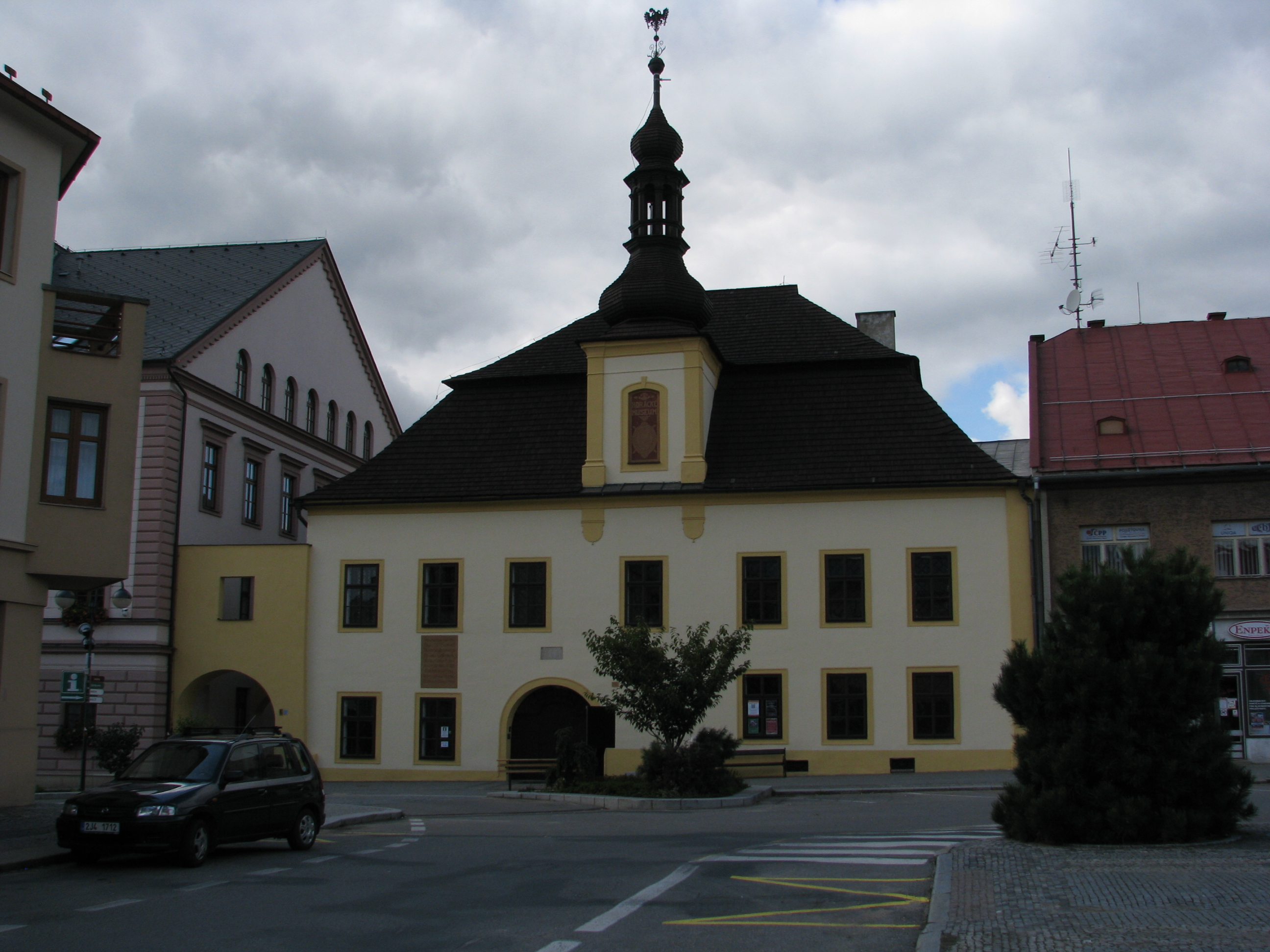
Stará radnice čp. 114
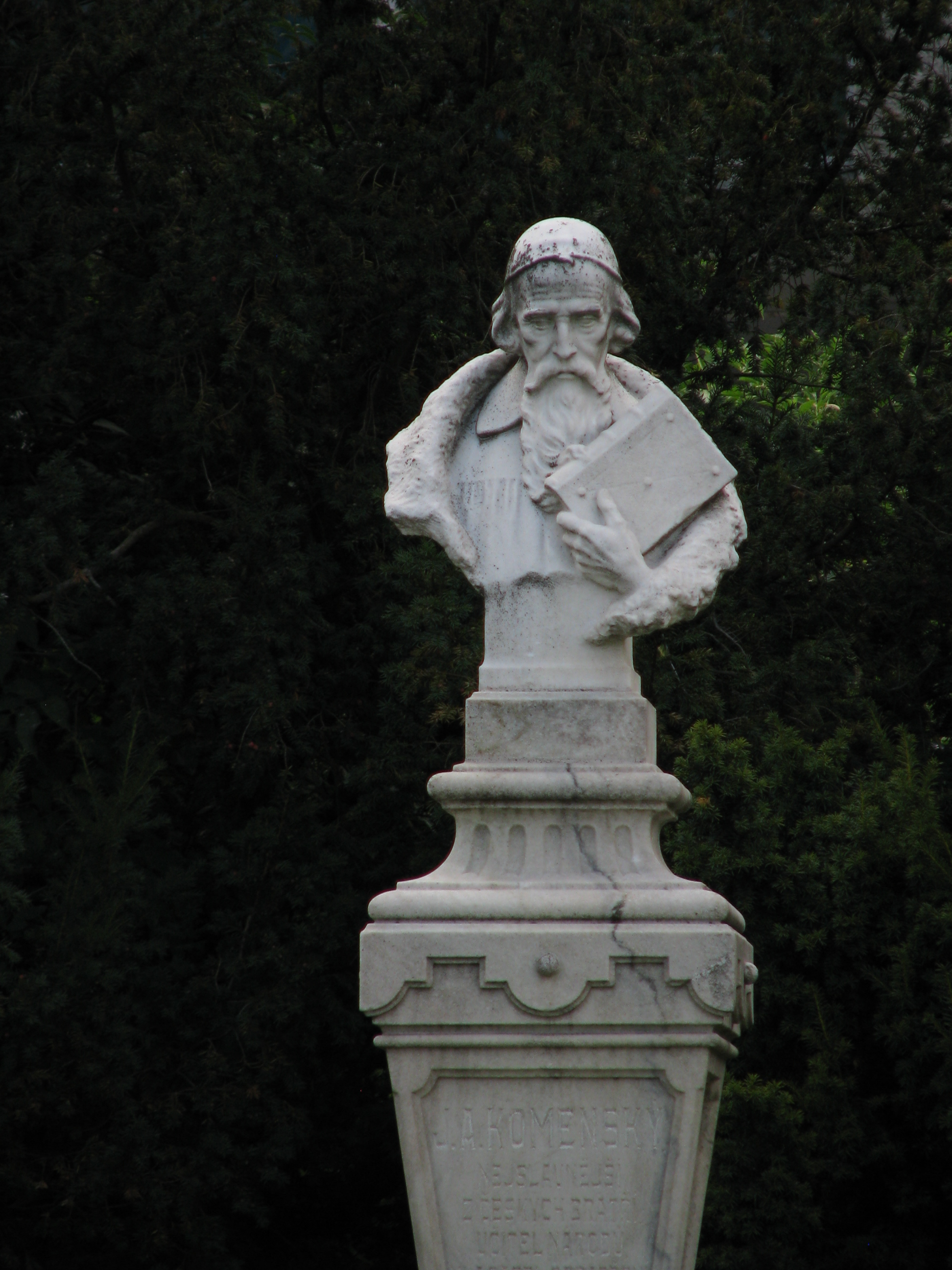
Socha – busta J. A. Komenského
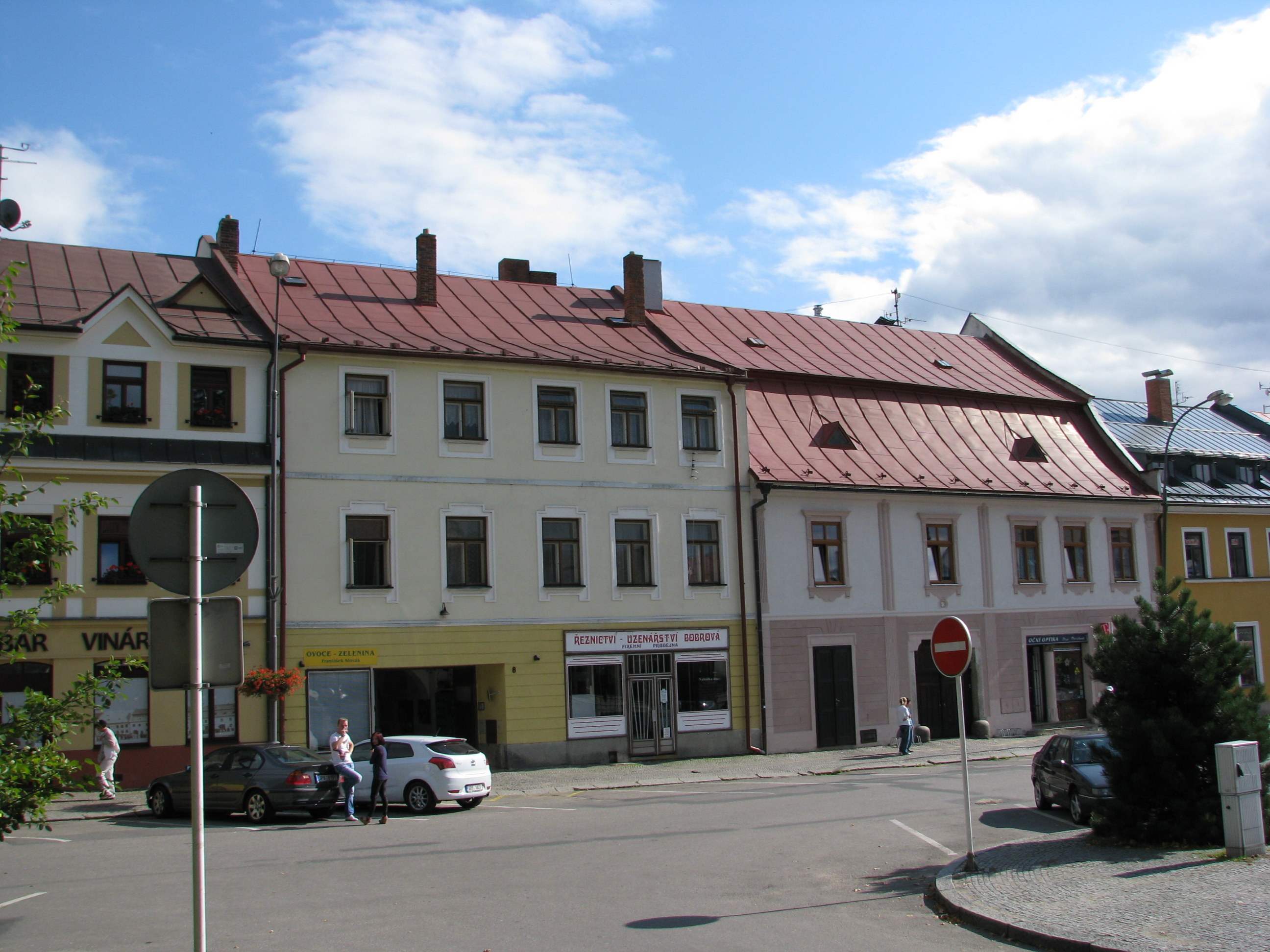
Městský dům čp. 8
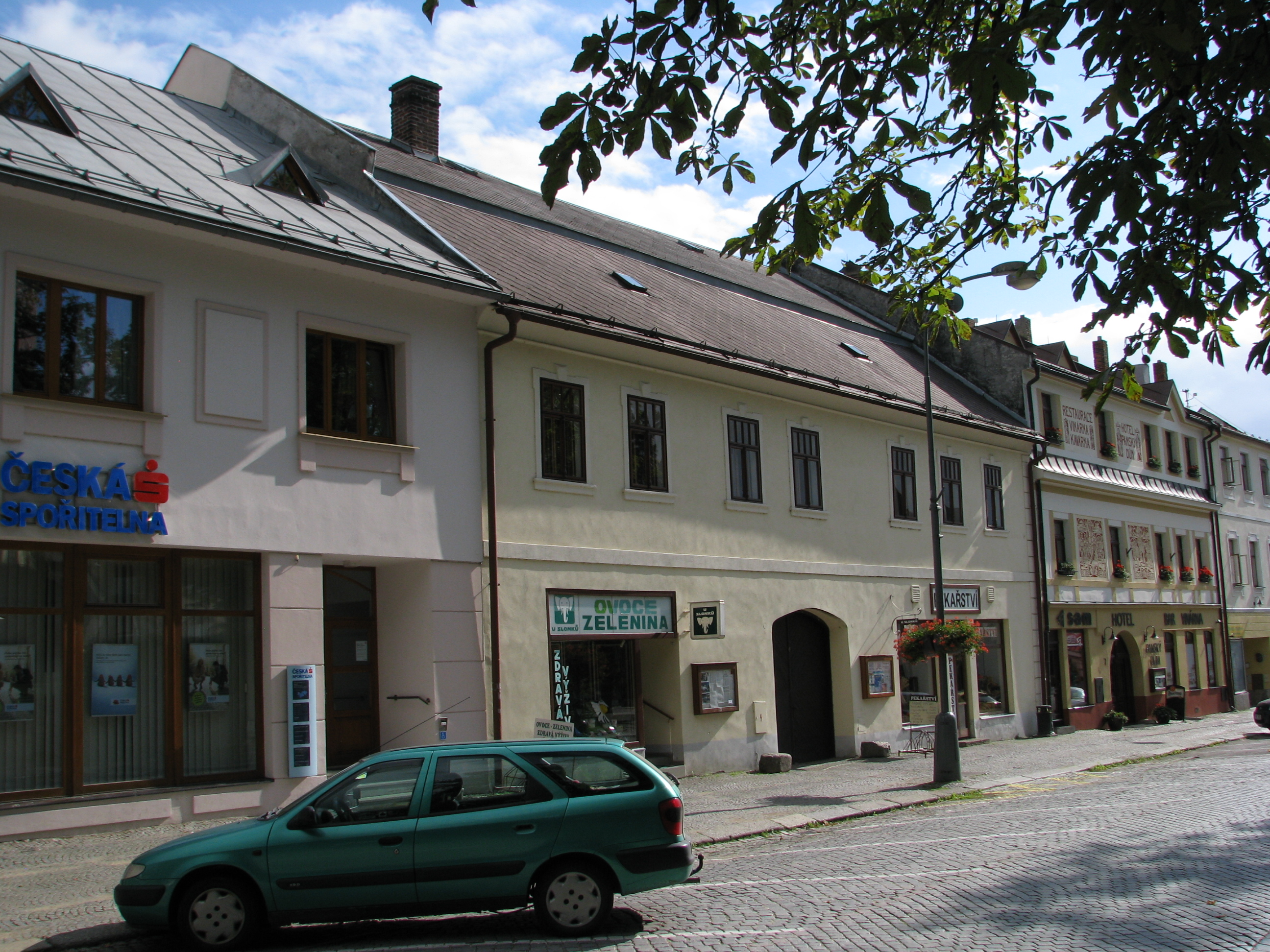
Městský dům čp. 6
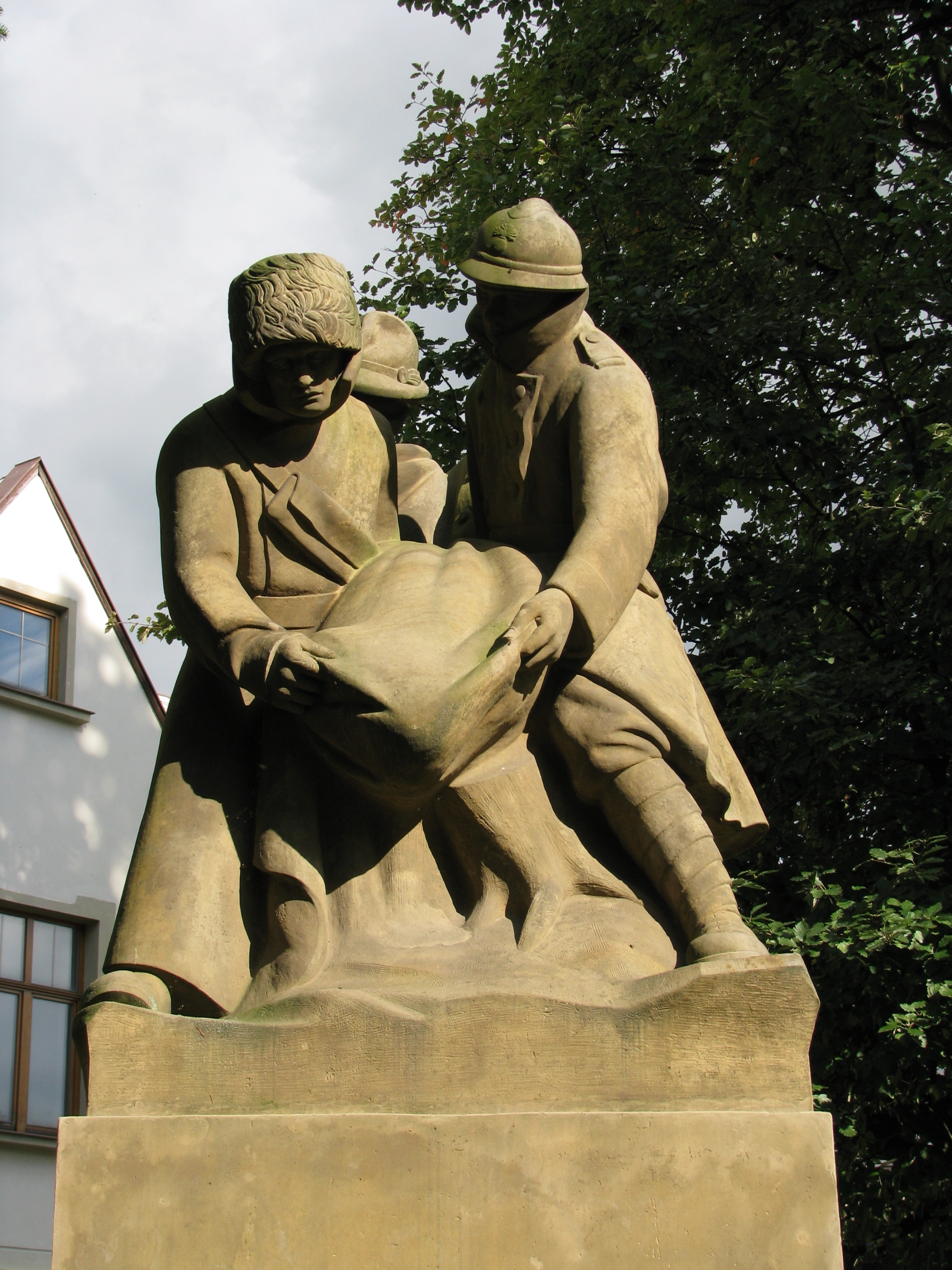
Sousoší Pohřeb v Karpatech
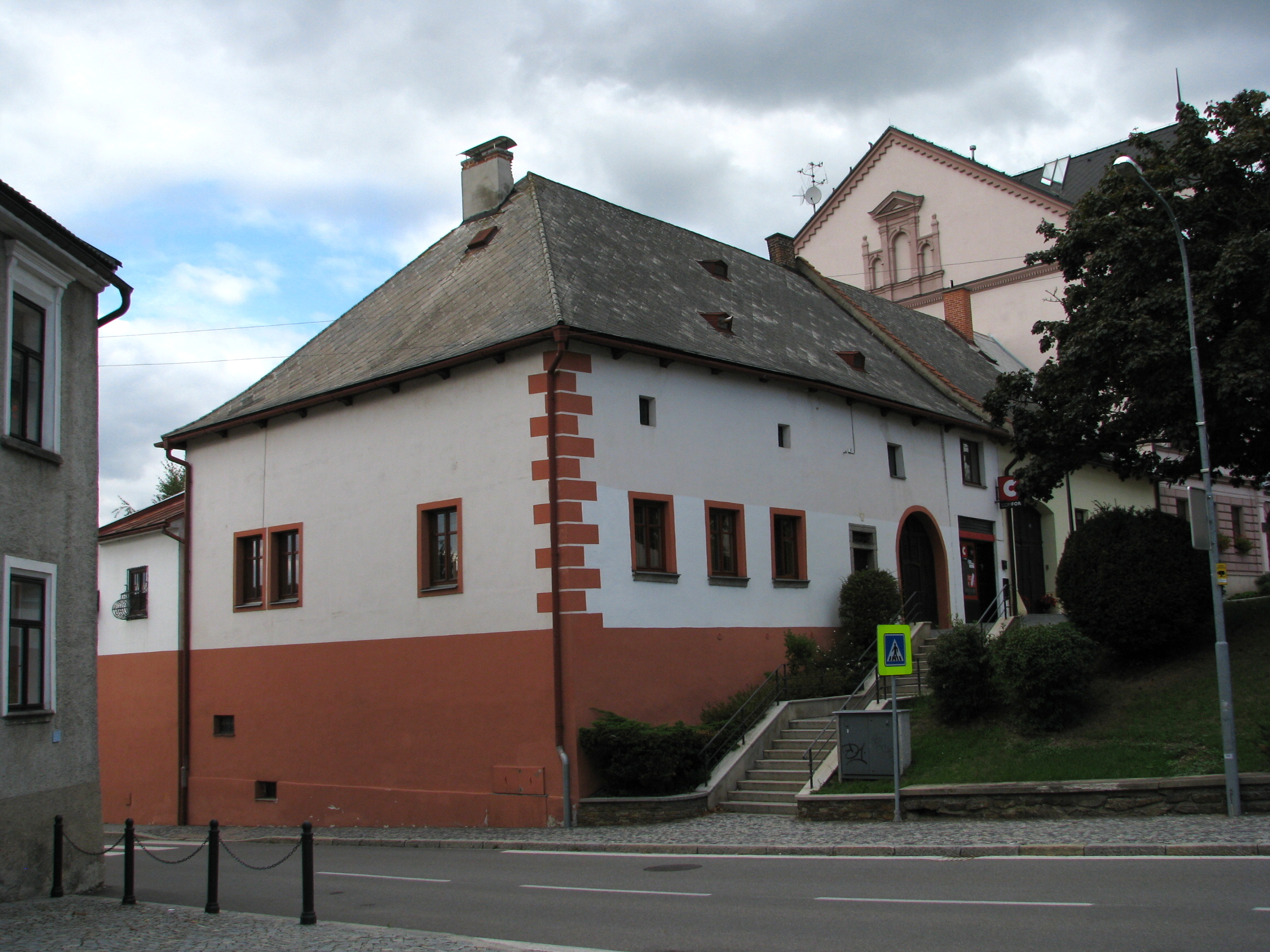
Měšťanský dům čp. 101
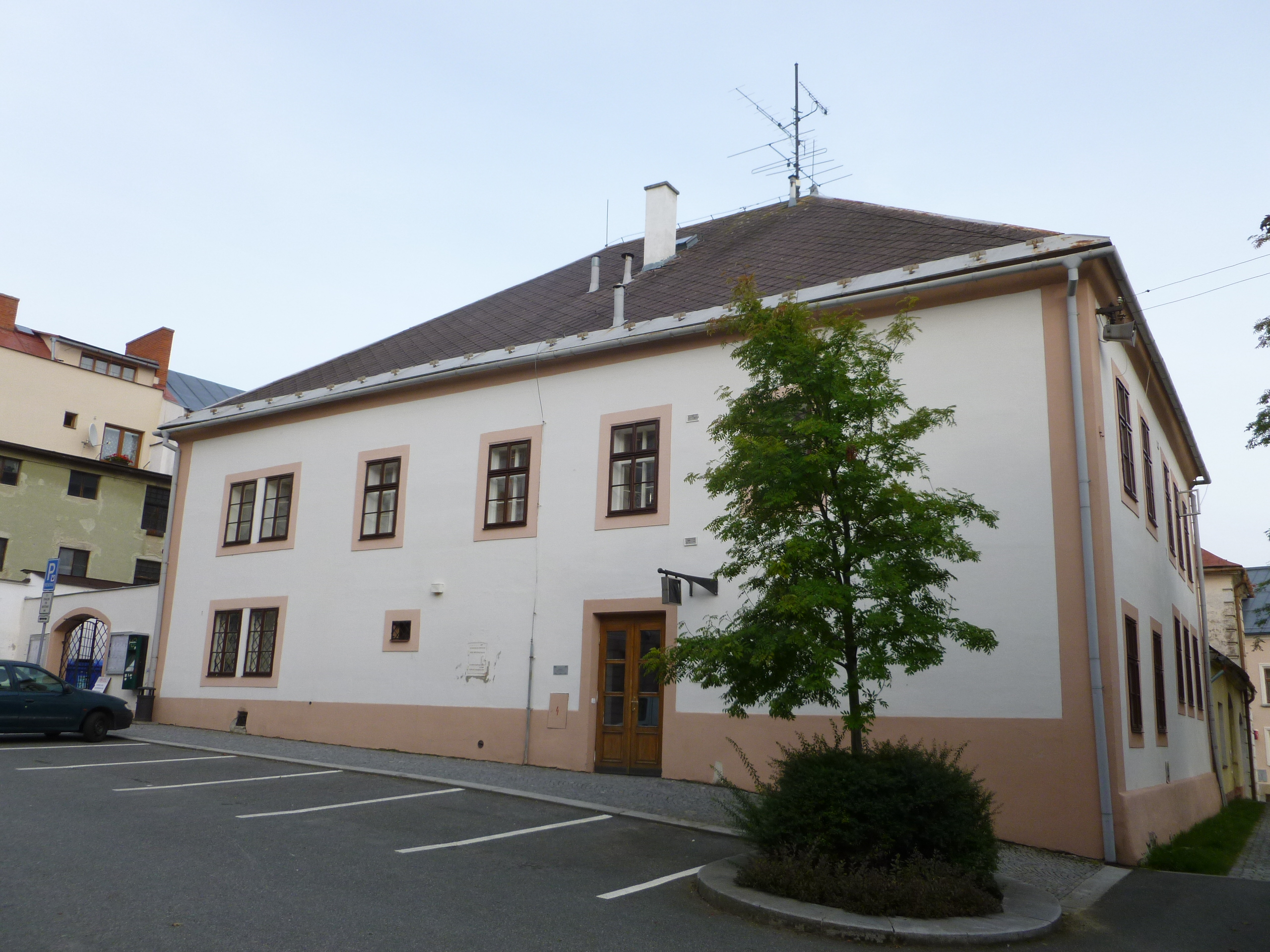
Městský dům čp. 97
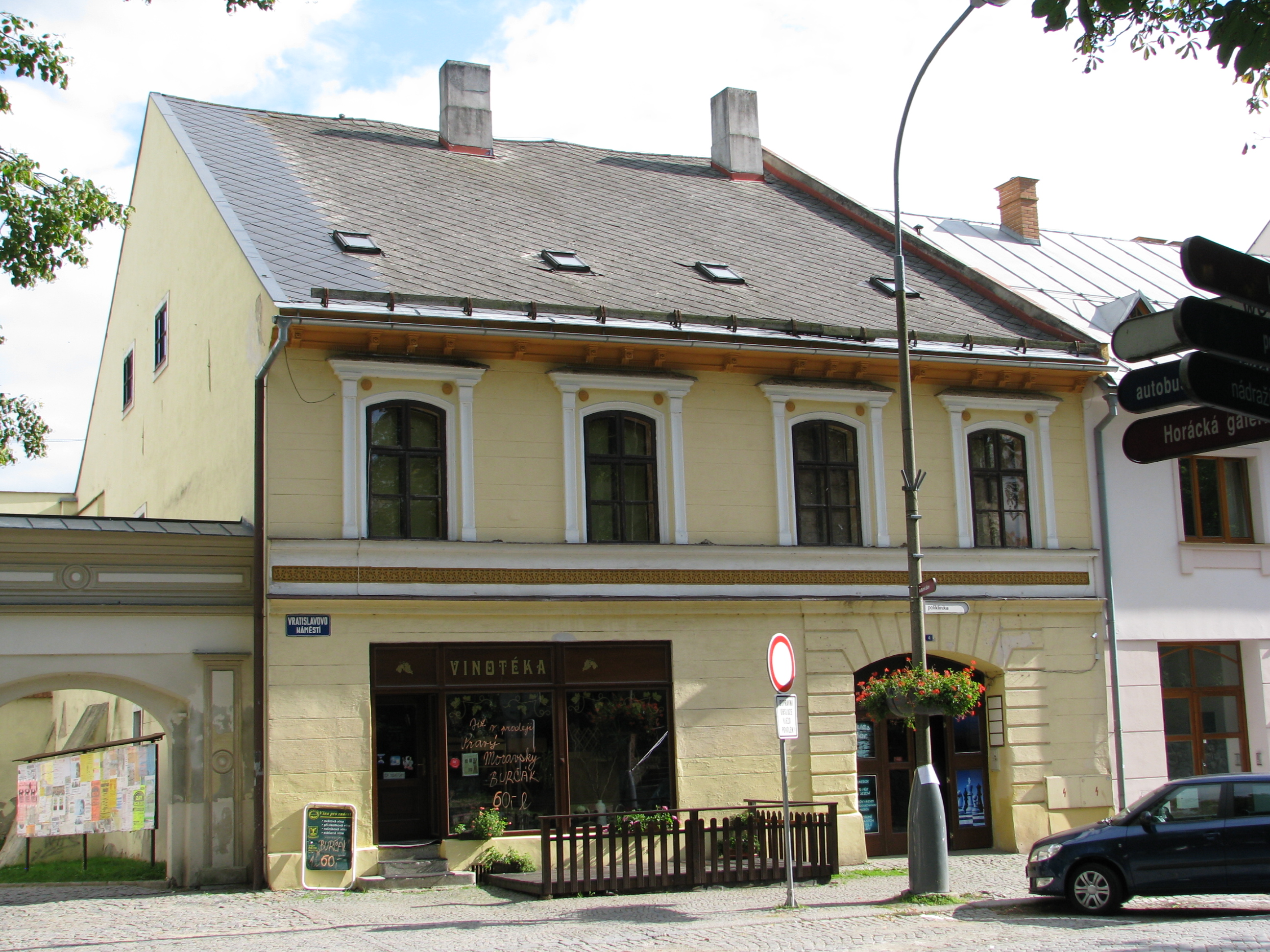
Měšťanský dům čp. 4
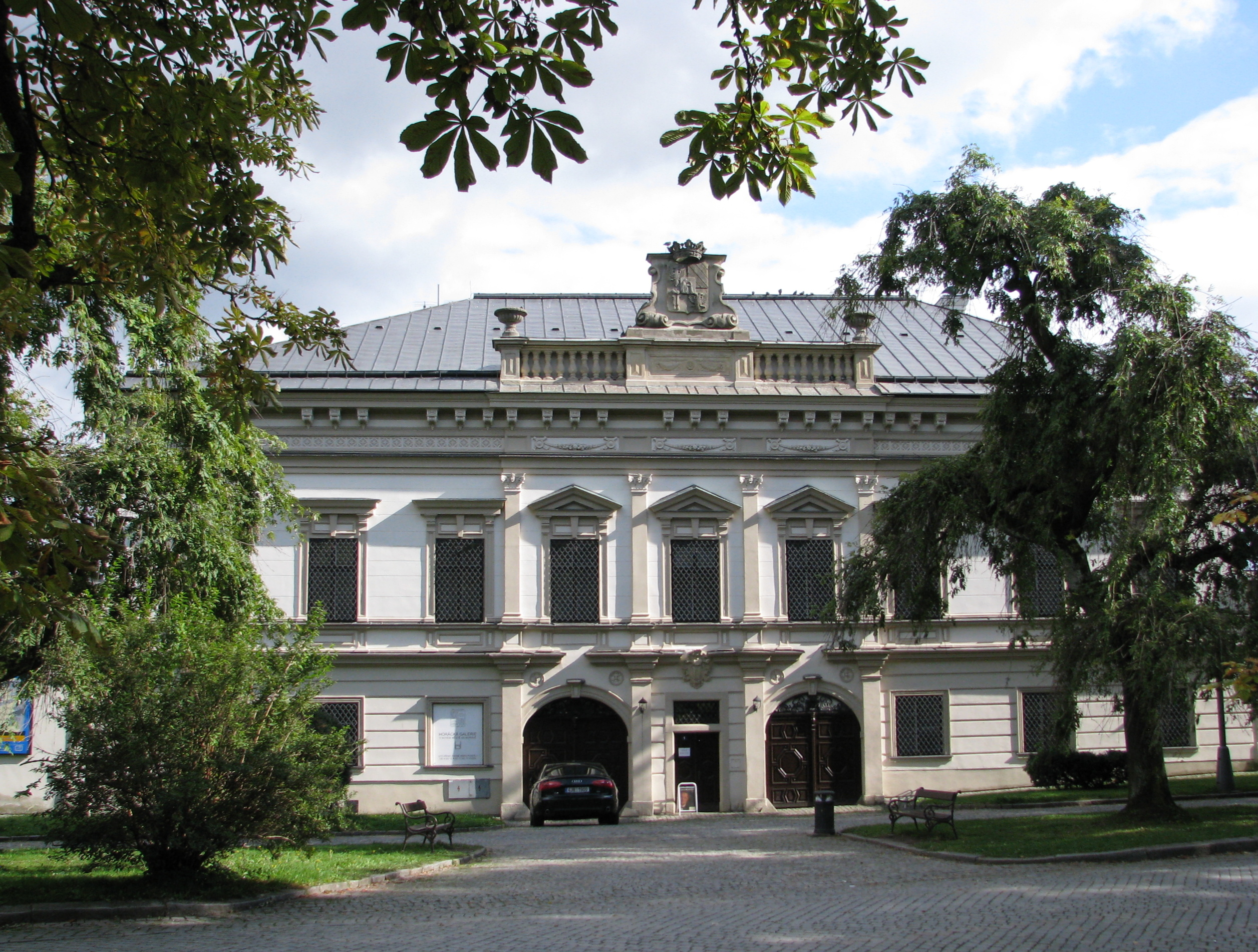
Zámek
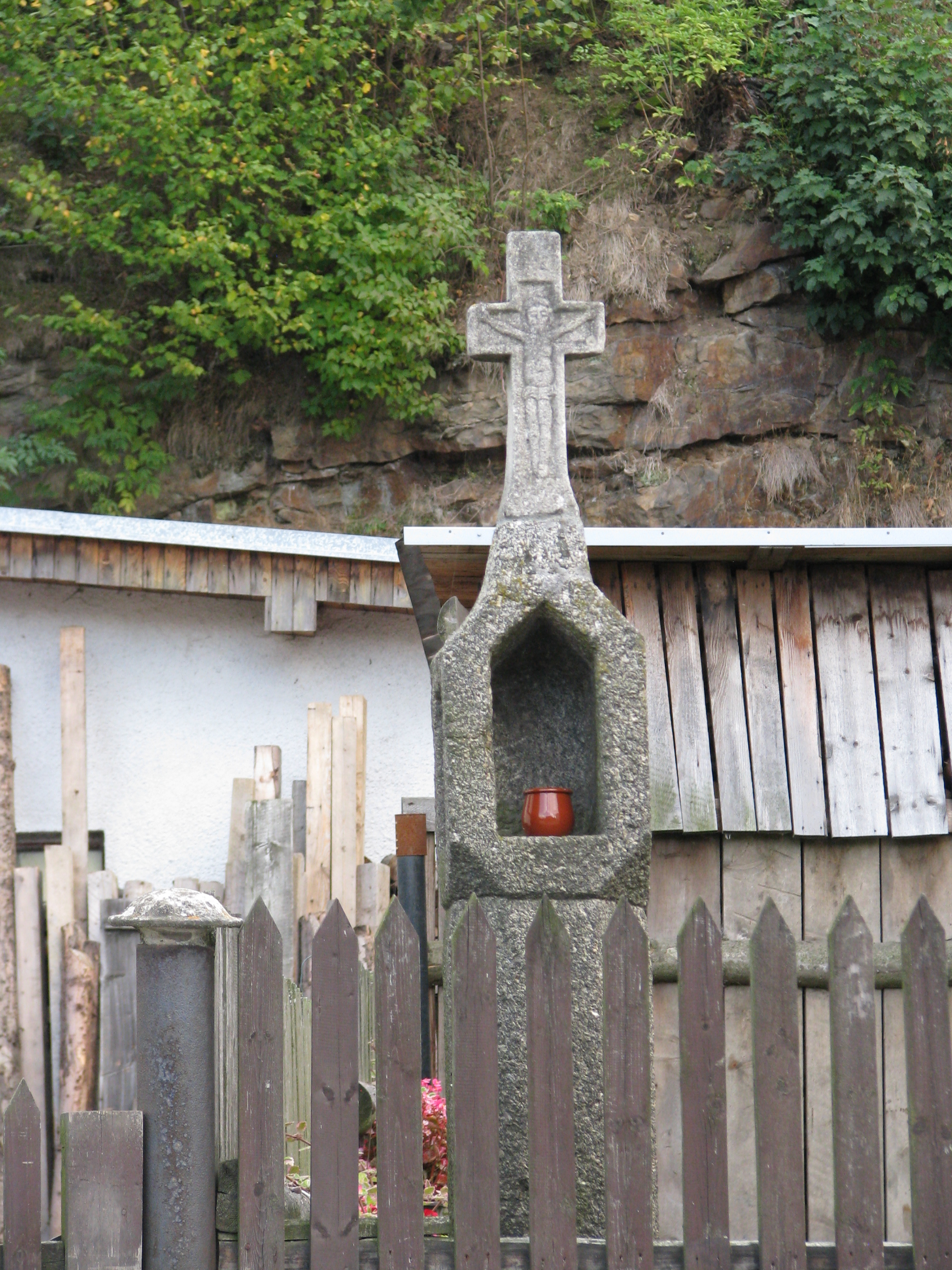
Boží muka
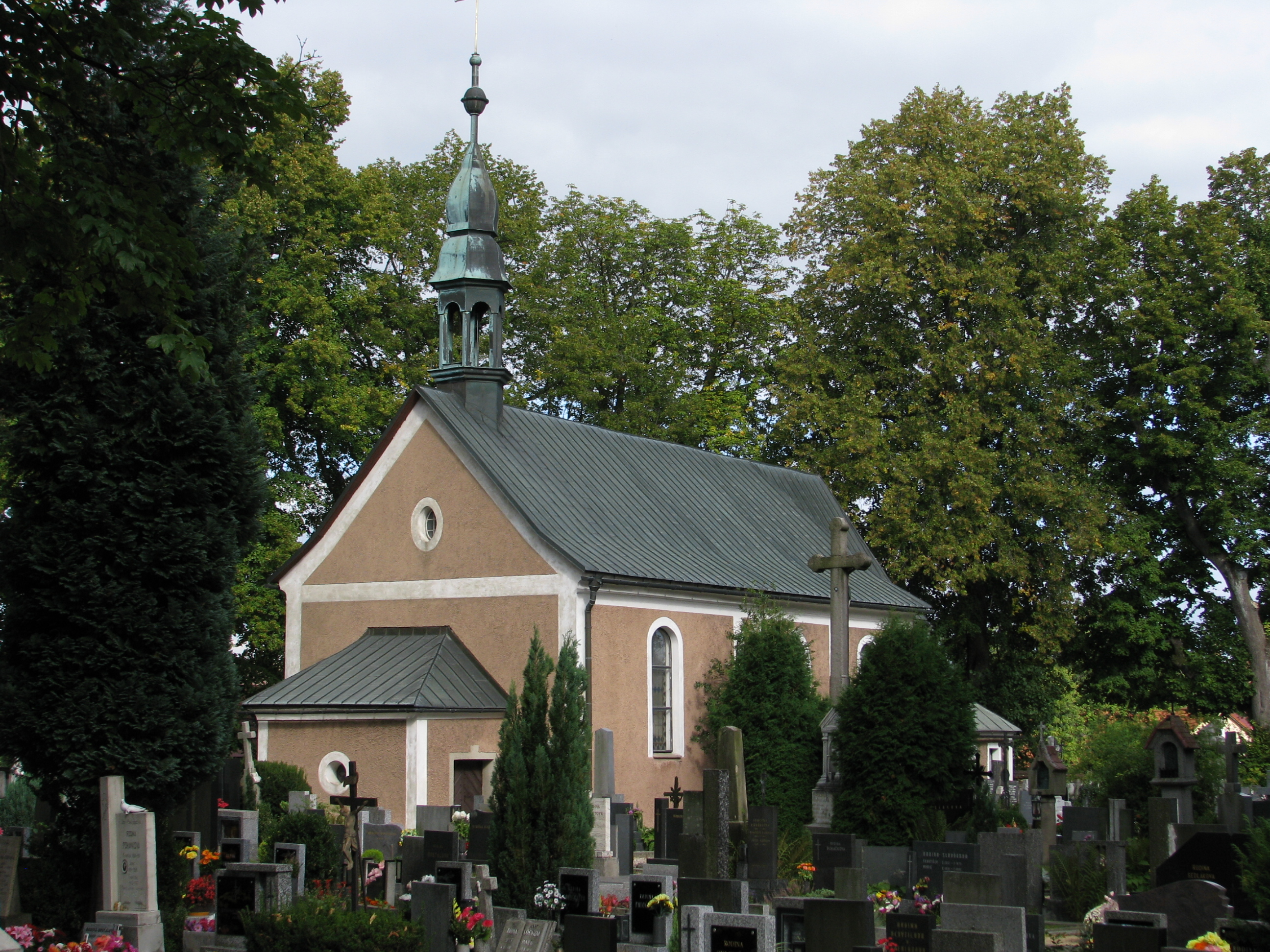
Kostel Nanebevzetí Panny Marie
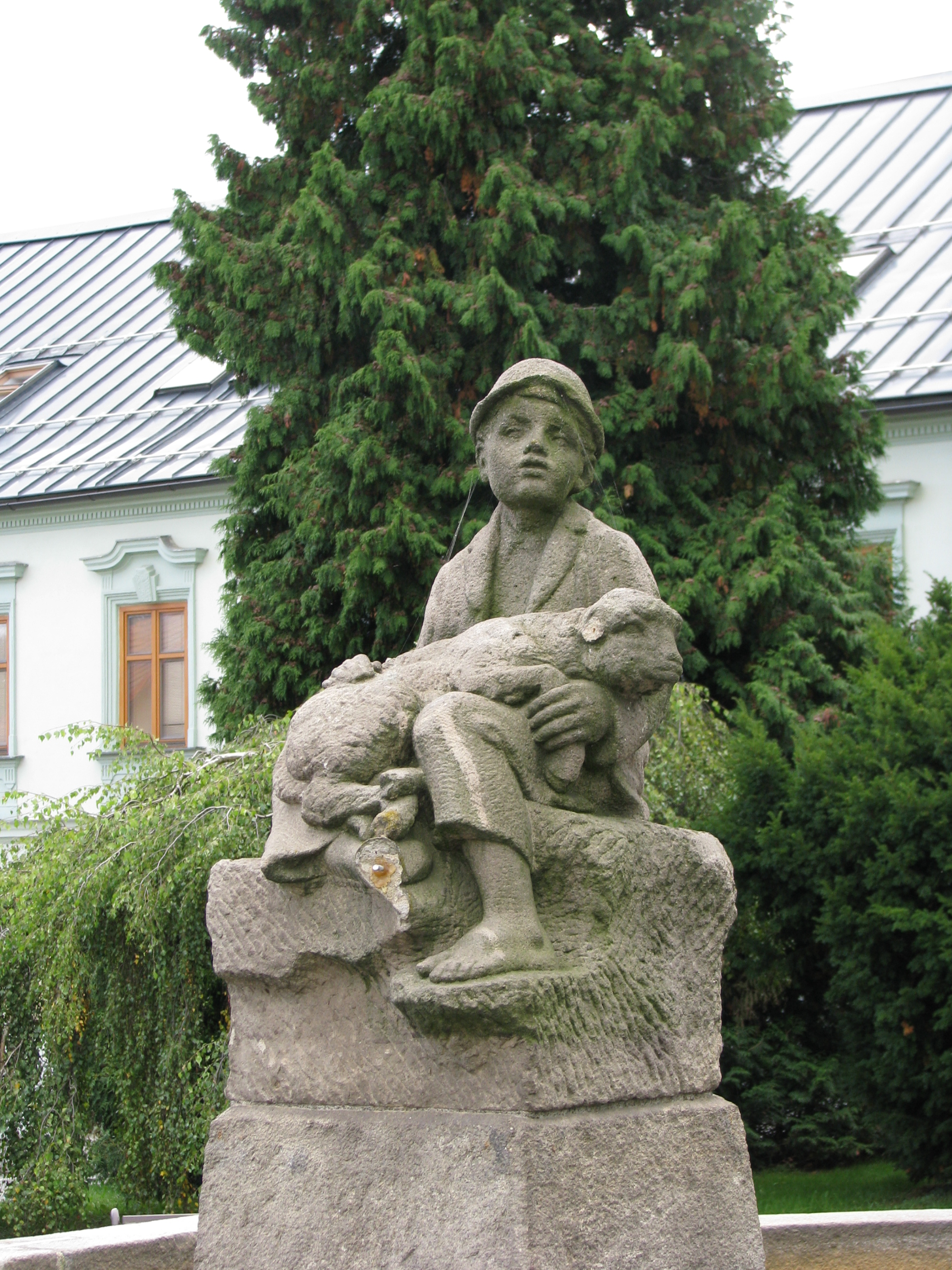
Kašna se sochou Píseň hor
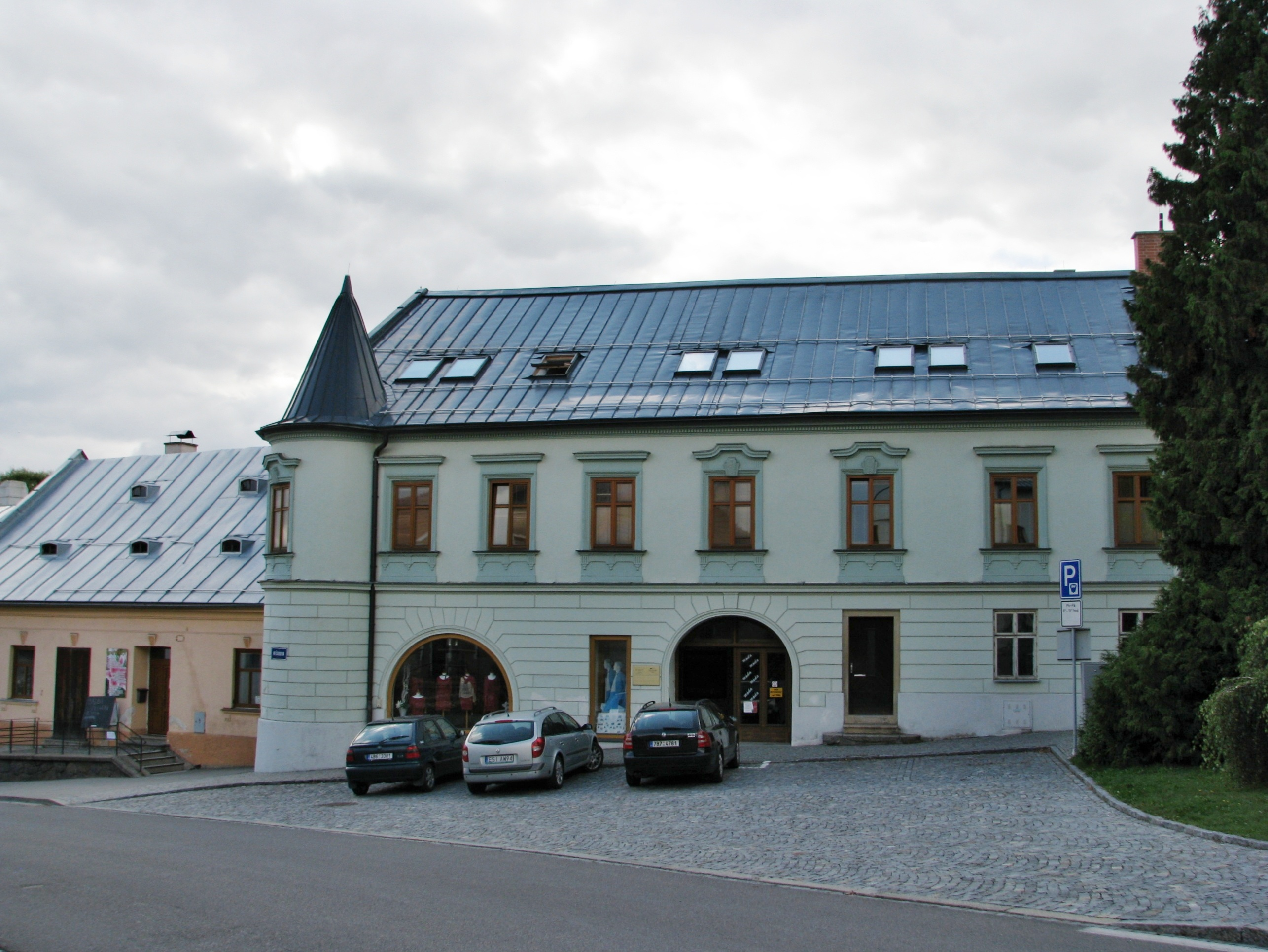
Městský dům čp. 32
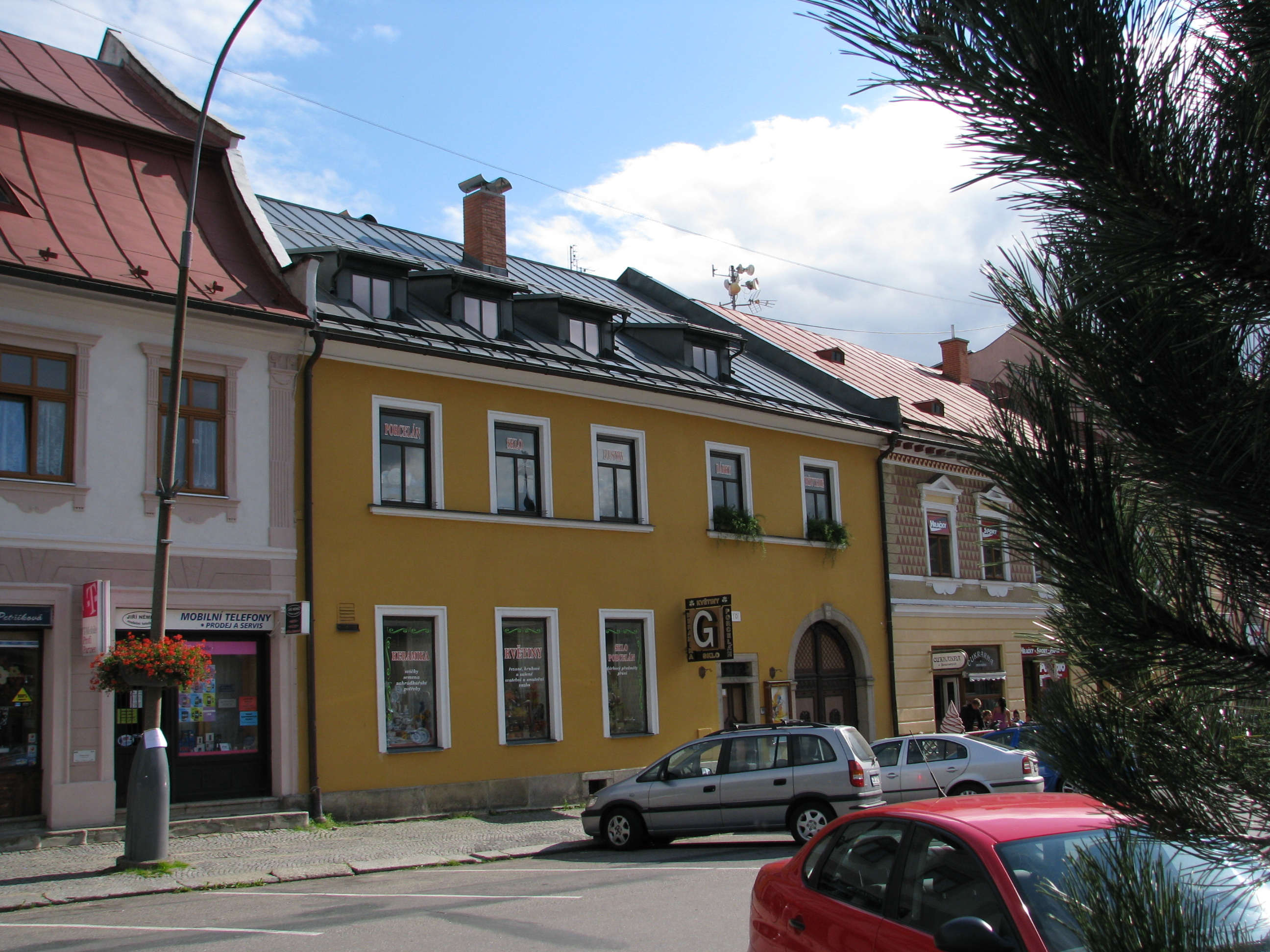
Městský dům čp. 10
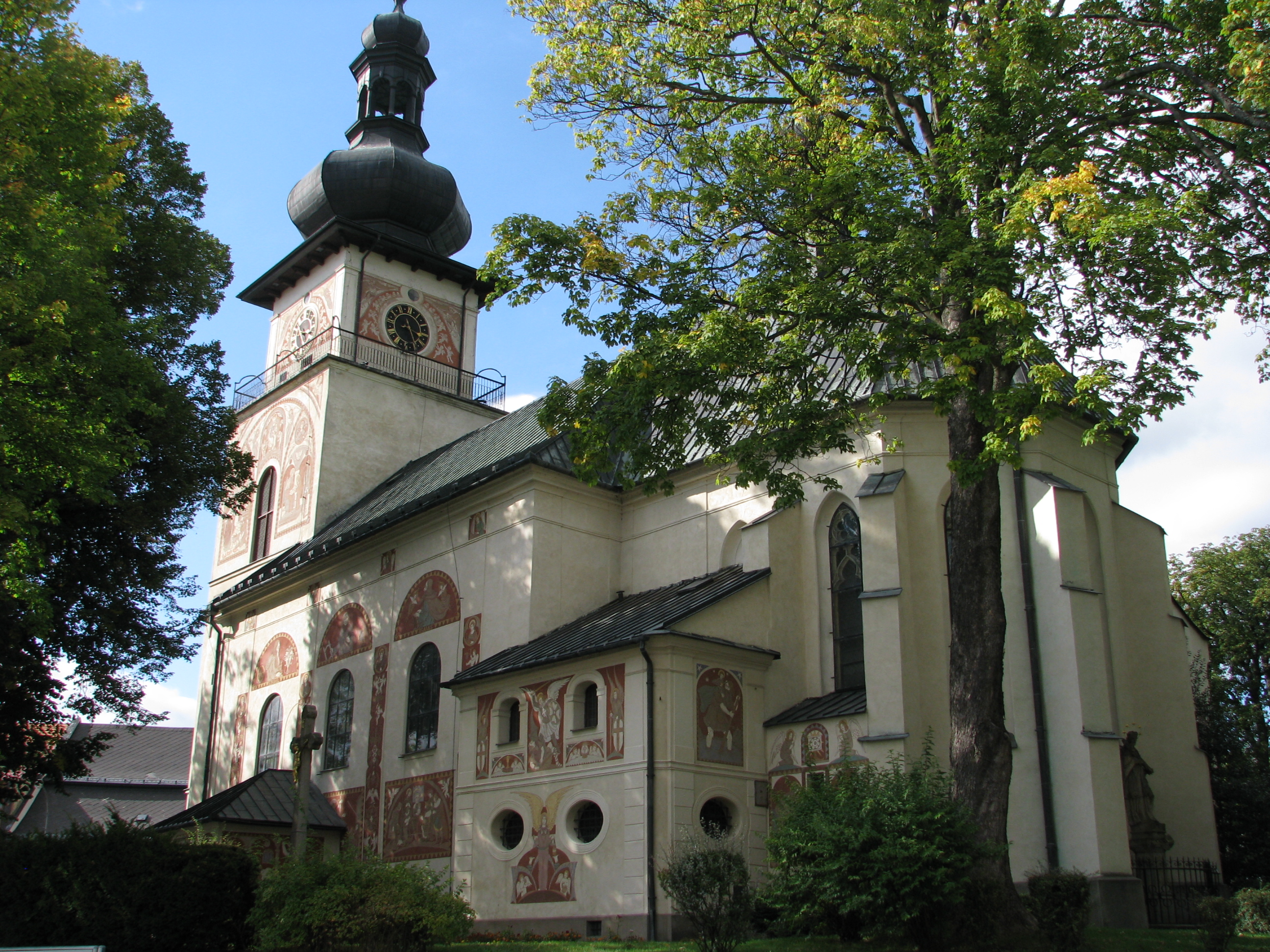
Kostel svaté Kunhuty
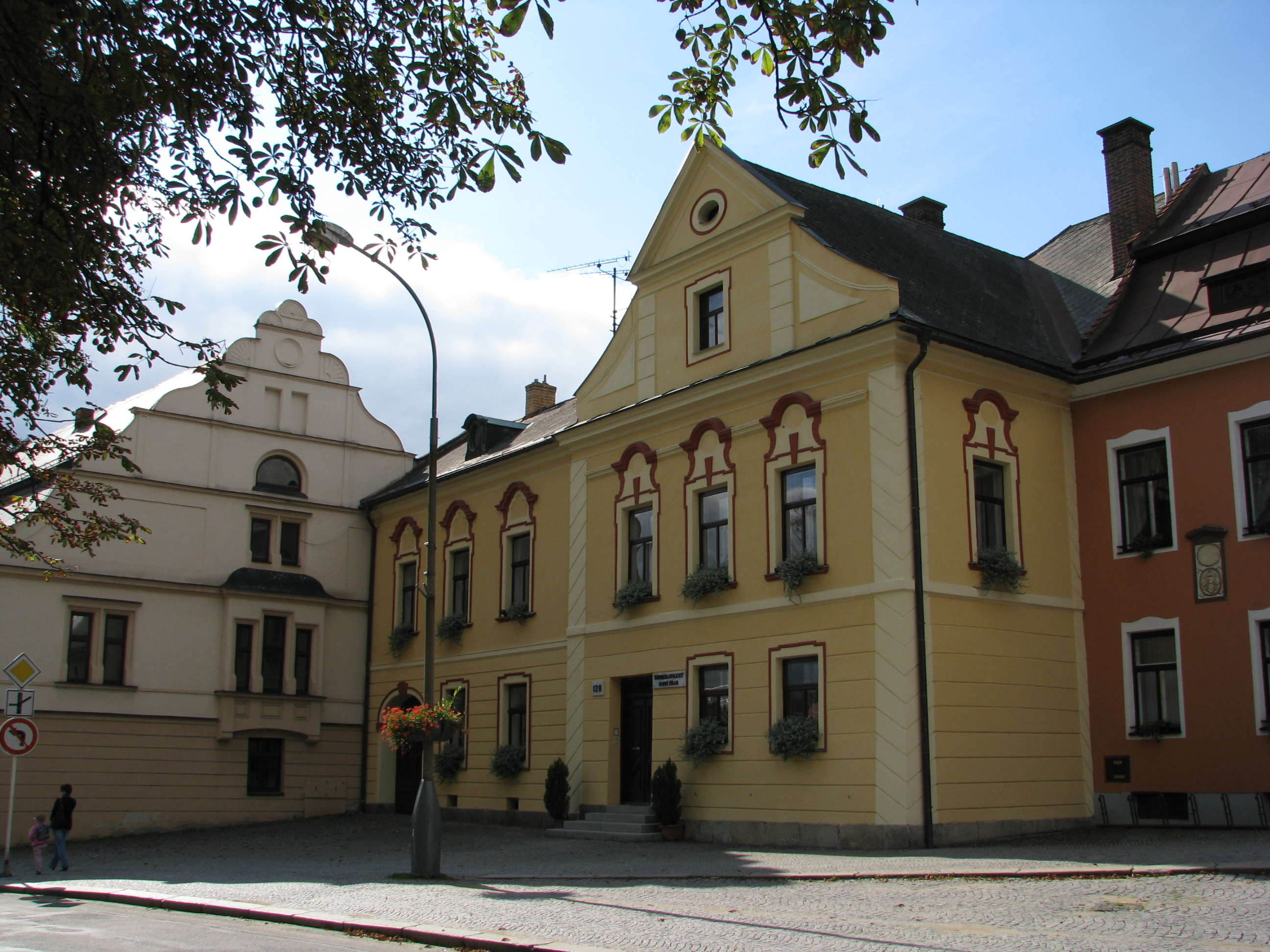
Fara čp. 120
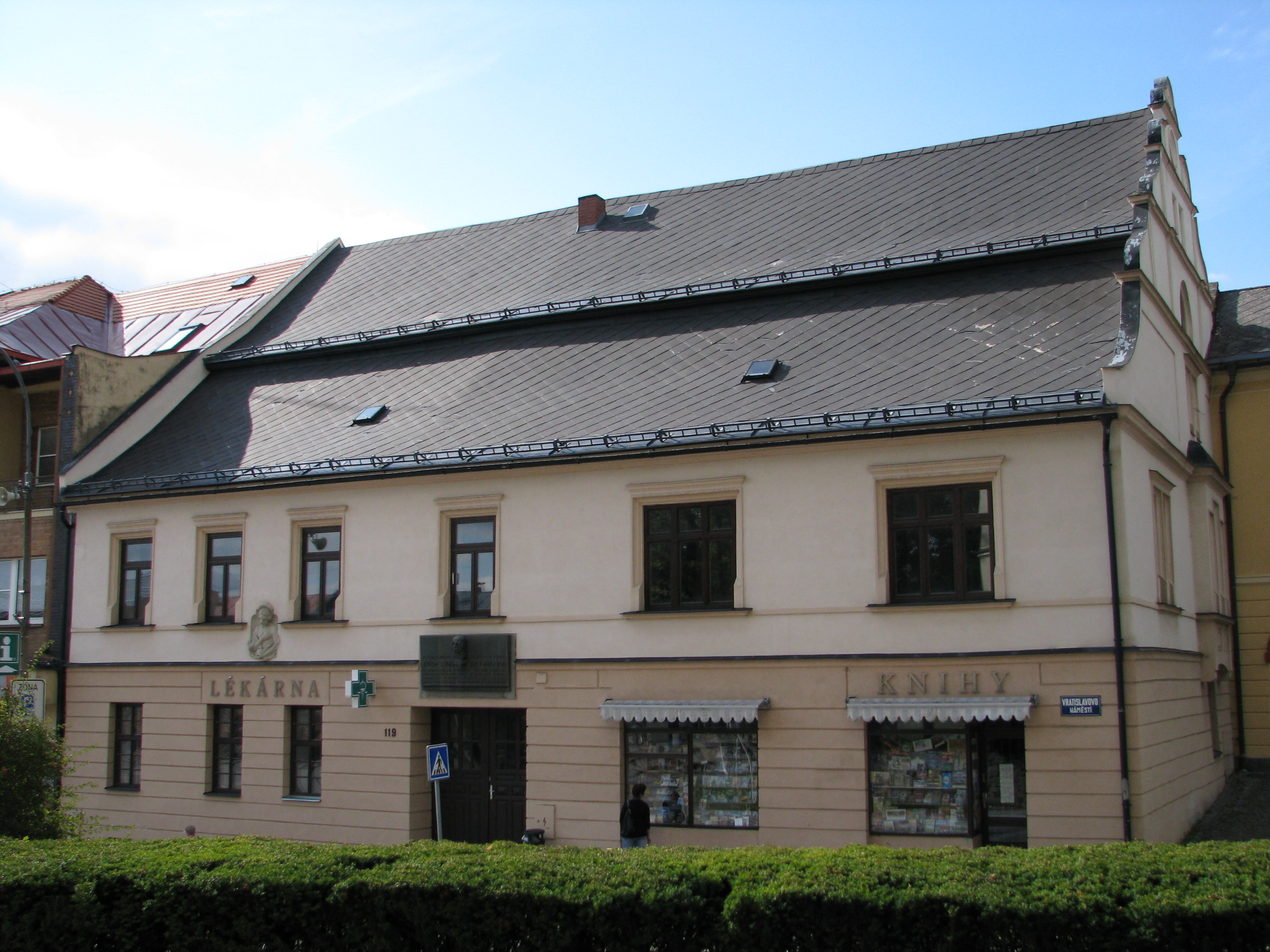
Městský dům čp. 119
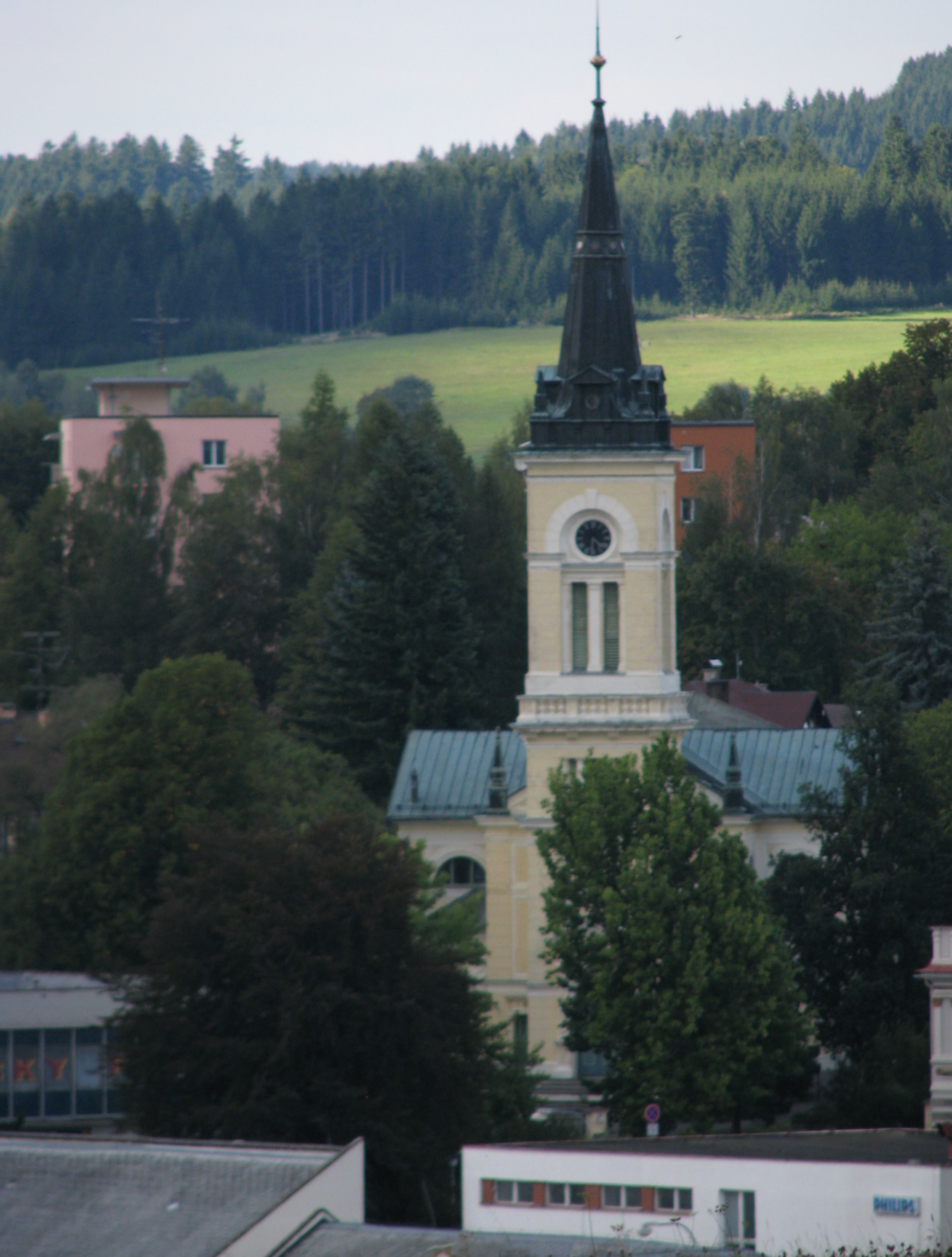
Kostel evangelický